# Représentations diplomatiques du Japon

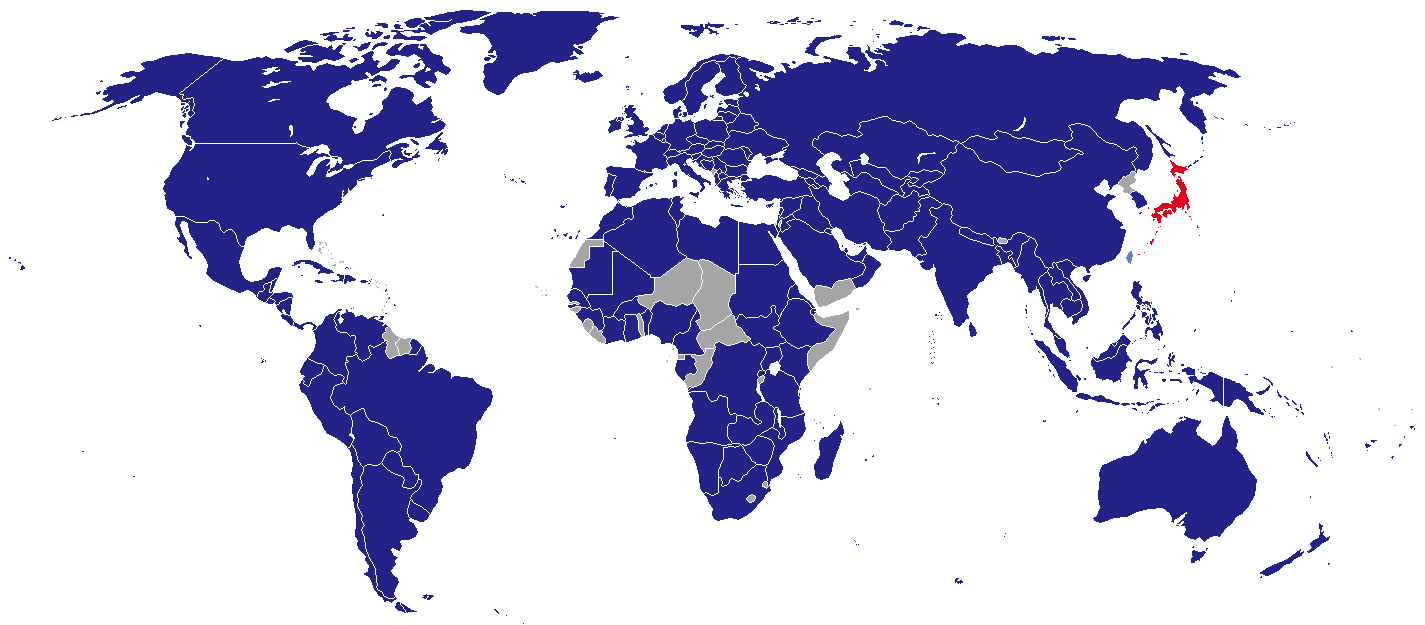
Représentations diplomatiques du Japon.

Voici les représentations diplomatiques du Japon à l'étranger :

## Afrique
- Afrique du Sud
  - Pretoria (ambassade)
  - Le Cap (consulat général)
- Algérie
  - Alger (ambassade)
- Angola
  - Luanda (ambassade)
- Bénin
  - Cotonou (ambassade)
- Botswana
  - Gaborone (ambassade)
- Burkina Faso
  - Ouagadougou (ambassade)
- Cameroun
  - Yaoundé (ambassade)
- République démocratique du Congo
  - Kinshasa (ambassade)
- Côte d'Ivoire
  - Abidjan (ambassade)
- Djibouti
  - Djibouti (ambassade)
- Égypte
  - Le Caire (ambassade)
- Érythrée
  - Asmara (ambassade)
- Éthiopie
  - Addis-Abeba (ambassade)
- Gabon
  - Libreville (ambassade)
- Ghana
  - Accra (ambassade)
- Guinée
  - Conakry (ambassade)
- Kenya
  - Nairobi (ambassade)
- Libye
  - Tripoli (ambassade)
- Madagascar
  - Tananarive (ambassade)
- Malawi
  - Lilongwe (ambassade)
- Mali
  - Bamako (ambassade)
- Maroc
  - Rabat (ambassade)
- Maurice
  - Port-Louis (ambassade)
- Mauritanie
  - Nouakchott (ambassade)
- Mozambique
  - Maputo (ambassade)
- Namibie
  - Windhoek (ambassade)
- Nigeria
  - Abuja (ambassade)
- Ouganda
  - Kampala (ambassade)
- Rwanda
  - Kigali (ambassade)
- Sénégal
  - Dakar (ambassade)
- Seychelles
  - Victoria (ambassade)
- Soudan
  - Khartoum (ambassade)
- Soudan du Sud
  - Djouba (ambassade)
- Tanzanie
  - Dar es Salam (ambassade)
- Tunisie
  - Tunis (ambassade)
- Zambie
  - Lusaka (ambassade)
- Zimbabwe
  - Harare (ambassade)

## Amérique
- Argentine
  - Buenos Aires (ambassade)
- Barbade
  - Bridgetown (ambassade)
- Bolivie
  - La Paz (ambassade)
  - Santa Cruz de la Sierra (office consulaire)
- Brésil
  - Brasília (ambassade)
  - Belém (consulat général)
  - Curitiba (consulat général)
  - Manaus (consulat général)
  - Rio de Janeiro (consulat général)
  - São Paulo (consulat général)
  - Porto Alegre (office consulaire)
  - Recife (office consulaire)
- Canada
  - Ottawa (ambassade)
  - Calgary (consulat général)
  - Montréal (consulat général)
  - Toronto (consulat général)
  - Vancouver (consulat général)
- Chili
  - Santiago du Chili (ambassade)
- Colombie
  - Bogota (ambassade)
- Costa Rica
  - San José (ambassade)
- Cuba
  - La Havane (ambassade)
- République dominicaine
  - Saint-Domingue (ambassade)
- Équateur
  - Quito (ambassade)
- États-Unis
  - Washington (ambassade)
  - Atlanta (consulat général)
  - Boston (consulat général)
  - Chicago (consulat général)
  - Denver (consulat général)
  - Détroit (consulat général)
  - Hagåtña, Guam (consulat général)
  - Honolulu (consulat général)
  - Houston (consulat général)
  - Los Angeles (consulat général)
  - Miami (consulat général)
  - Nashville (consulat général)
  - New York (consulat général)
  - San Francisco (consulat général)
  - Seattle (consulat général)
  - Anchorage (office consulaire)
  - Portland (office consulaire)
  - Saipan (Office consulaire)
- Guatemala
  - Guatemala ville (ambassade)
- Honduras
  - Tegucigalpa (ambassade)
- Jamaïque
  - Kingston (ambassade)
- Mexique
  - Mexico (ambassade)
  - León (consulat général)
- Nicaragua
  - Managua (ambassade)
- Panama
  - Panamá (ambassade)
- Paraguay
  - Asuncion (ambassade)
  - Encarnación (office consulaire)
- Pérou
  - Lima (ambassade)
- Salvador
  - San Salvador (ambassade)
- Trinité-et-Tobago
  - Port-d'Espagne (ambassade)
- Uruguay
  - Montevideo (ambassade)
- Venezuela
  - Caracas (ambassade)

## Asie
- Afghanistan
  - Kaboul (ambassade)
- Arabie saoudite
  - Riyad (ambassade)
  - Djeddah (consulat général)
- Arménie
  - Erevan (ambassade)
- Azerbaïdjan
  - Bakou (ambassade)
- Bahreïn
  - Manama (ambassade)
- Bangladesh
  - Dhâkâ (ambassade)
- Birmanie
  - Yangon (ambassade)
- Brunei
  - Bandar Seri Begawan (ambassade)
- Cambodge
  - Phnom Penh (ambassade)
- Chine
  - Pékin (ambassade)
  - Chongqing (consulat général)
  - Guangzhou (consulat général)
  - Hong Kong (consulat général)
  - Shanghai (consulat général)
  - Shenyang (consulat général)
  - Qingdao (consulat général)
  - Dalian (office consulaire)
- Corée du Sud
  - Séoul (ambassade)
  - Jeju (consulat général)
  - Pusan (consulat général)
- Émirats arabes unis
  - Abou Dabi (ambassade)
  - Dubaï (consulat général)
- Géorgie
  - Tbilissi (ambassade)
- Inde
  - New Delhi (ambassade)
  - Bombay (consulat général)
  - Chennai (consulat général)
  - Calcutta (consulat général)
  - Bangalore (office consulaire)
- Indonésie
  - Jakarta (ambassade)
  - Denpasar (consulat général)
  - Medan (consulat général)
  - Surabaya (consulat général)
  - Makassar (office consulaire)
- Irak
  - Bagdad (ambassade)
- Iran
  - Téhéran (ambassade)
- Israël
  - Tel Aviv (ambassade)
- Jordanie
  - Amman (ambassade)
- Kazakhstan
  - Noursoultan (ambassade)
- Kirghizistan
  - Bichkek (ambassade)
- Koweït
  - Koweït (ambassade)
- Laos
  - Vientiane (ambassade)
- Liban
  - Beyrouth (ambassade)
- Malaisie
  - Kuala Lumpur (ambassade)
  - Penang (consulat général)
  - Johor Bahru (office consulaire)
  - Kota Kinabalu (office consular)
- Maldives
  - Malé (ambassade)
- Mongolie
  - Oulan-Bator (ambassade)
- Népal
  - Katmandou (ambassade)
- Oman
  - Mascate (ambassade)
- Ouzbékistan
  - Tachkent (ambassade)
- Pakistan
  - Islamabad (ambassade)
  - Karachi (consulat général)
- Palestine
  - Ramallah (bureau de représentation)
- Philippines
  - Manille (ambassade)
- Qatar
  - Doha (ambassade)
- Singapour
  - Singapour (ambassade)
- Sri Lanka
  - Colombo (ambassade)
- Syrie
  - Damas (ambassade)
- Taïwan
  - Taipei (bureau de représentation)
  - Kaohsiung (bureau de représentation)
- Tadjikistan
  - Douchanbé (ambassade)
- Thaïlande
  - Bangkok (ambassade)
  - Chiang Mai (consulat général)
- Timor oriental
  - Dili (ambassade)
- Turkménistan
  - Achgabat (ambassade)
- Turquie
  - Ankara (ambassade)
  - Istanbul (consulat général)
- Viêt Nam
  - Hanoï (ambassade)
  - Hô-Chi-Minh-Ville (consulat général)
- Yémen
  - Sana'a (ambassade)

## Europe
- Albanie
  - Tirana (ambassade)
- Allemagne
  - Berlin (ambassade)
  - Düsseldorf (consulat général)
  - Frankfurt (consulat général)
  - Munich (consulat général)
  - Hambourg (office consulaire)
- Autriche
  - Vienne (ambassade)
- Belgique
  - Bruxelles (ambassade)
- Biélorussie
  - Minsk (ambassade)
- Bosnie-Herzégovine
  - Sarajevo (ambassade)
- Bulgarie
  - Sofia (ambassade)
- Croatie
  - Zagreb (ambassade)
- Danemark
  - Copenhague (ambassade)
- Espagne
  - Madrid (ambassade)
  - Barcelone (consulat général)
  - Las Palmas de Gran Canaria (office consulaire)
- Estonie
  - Tallinn (ambassade)
- Finlande
  - Helsinki (ambassade)
- France
  - Paris (ambassade)
  - Marseille (consulat général)
  - Strasbourg (consulat général)
  - Lyon (office consulaire)
- Grèce
  - Athènes (ambassade)
- Hongrie
  - Budapest (ambassade)
- Irlande
  - Dublin (ambassade)
- Islande
  - Reykjavik (ambassade)
- Italie
  - Rome (ambassade)
  - Milan (consulat général)
- Kosovo
  - Pristina (ambassade)
- Lettonie
  - Riga (ambassade)
- Lituanie
  - Vilnius (ambassade)
- Luxembourg
  - Luxembourg (ambassade)
- Macédoine
  - Skopje (ambassade)
- Malte
  - La Valette (ambassade)
- Moldavie
  - Chişinău (ambassade)
- Norvège
  - Oslo (ambassade)
- Pays-Bas
  - La Haye (ambassade)
- Pologne
  - Varsovie (ambassade)
- Portugal
  - Lisbonne (ambassade)
- Roumanie
  - Bucarest (ambassade)
- Royaume-Uni
  - Londres (ambassade)
  - Édimbourg (consulat général)
- Russie
  - Moscou (ambassade)
  - Ioujno-Sakhalinsk (consulat général)
  - Khabarovsk (consulat général)
  - Saint-Pétersbourg (consulat général)
  - Vladivostok (consulat général)
- Serbie
  - Belgrade (ambassade)
- Slovaquie
  - Bratislava (ambassade)
- Slovénie
  - Ljubljana (ambassade)
- Suède
  - Stockholm (ambassade)
- Suisse
  - Berne (ambassade)
  - Genève (office consulaire)
- Tchéquie
  - Prague (ambassade)
- Ukraine
  - Kiev (ambassade)
- Vatican
  - Rome (ambassade)

## Océanie
- Australie
  - Canberra (ambassade)
  - Brisbane (consulat général)
  - Melbourne (consulat général)
  - Perth (consulat général)
  - Sydney (consulat général)
  - Cairns (Consular Office)
- États fédérés de Micronésie
  - Pohnpei (ambassade)
- Fidji
  - Suva (ambassade)
- Îles Marshall
  - Majuro (ambassade)
- Îles Salomon
  - Honiara (ambassade)
- Kiribati
  - Tarawa-Sud (ambassade)
- Nouvelle-Zélande
  - Wellington (ambassade)
  - Auckland (consulat général)
  - Christchurch (office consulaire)
- Palaos
  - Koror (ambassade)
- Papouasie-Nouvelle-Guinée
  - Port Moresby (ambassade)
- Samoa
  - Apia (ambassade)
- Tonga
  - Nukuʻalofa (ambassade)
- Vanuatu
  - Port-Vila (ambassade)

## Organisations internationales
- Mission permanente auprès de l'Organisation des Nations unies, à Genève, New York et Vienne ;
- Mission permanente auprès de l'UNESCO, à Paris ;
- Mission permanente auprès de l'OCDE, à Paris ;
- Mission permanente auprès de l'Union européenne, à Bruxelles ;
- Mission permanente auprès de l'Organisation de l'aviation civile internationale, à Montréal.

## Galerie

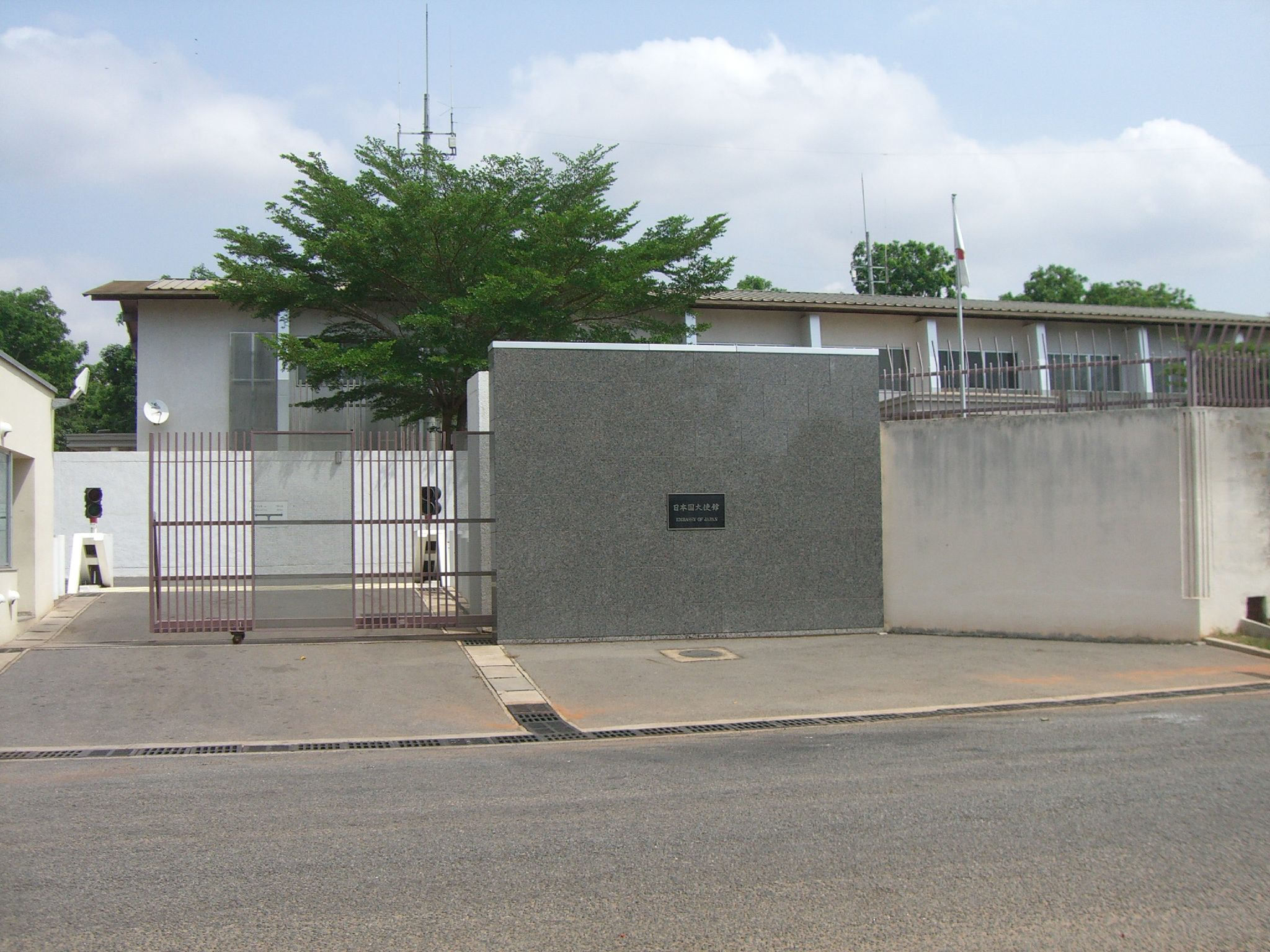
Ambassade à Accra.
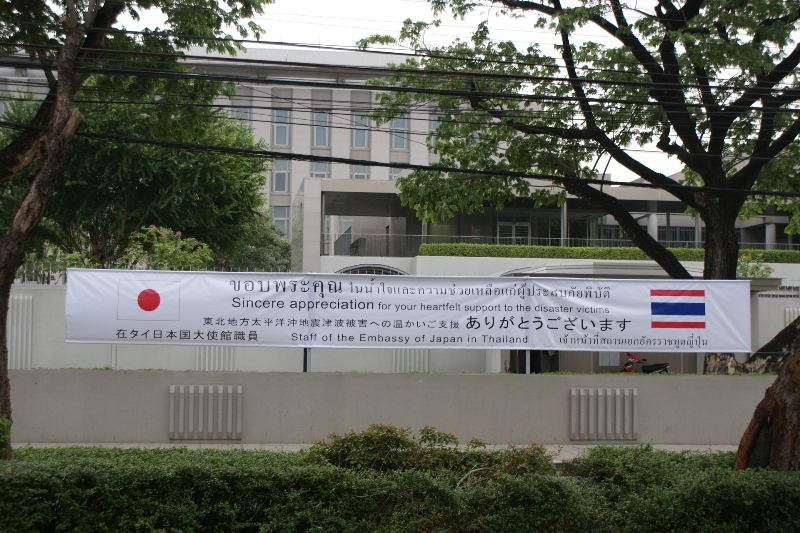
Ambassade à Bangkok.
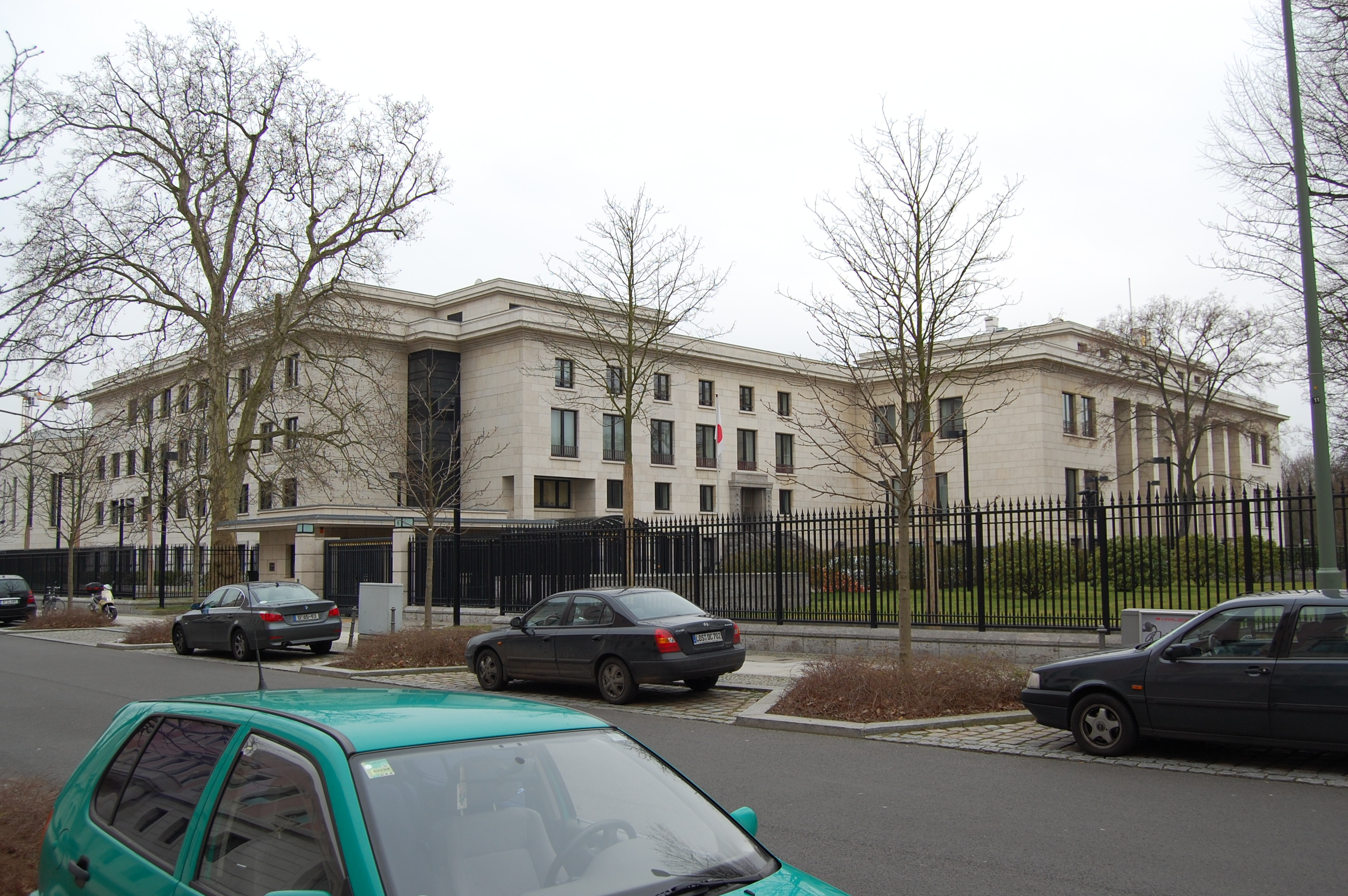
Ambassade à Berlin.
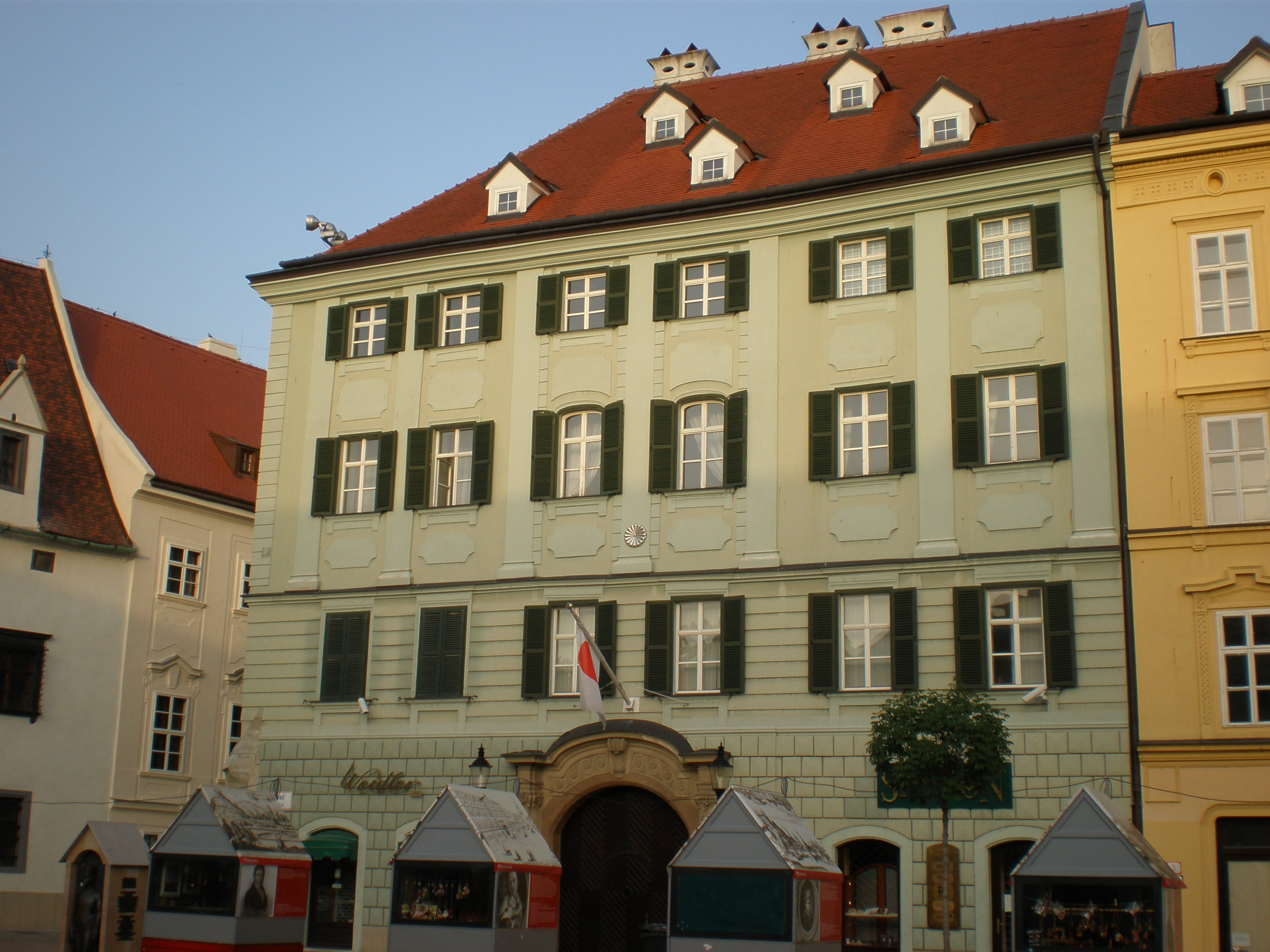
Ambassade à Bratislava.
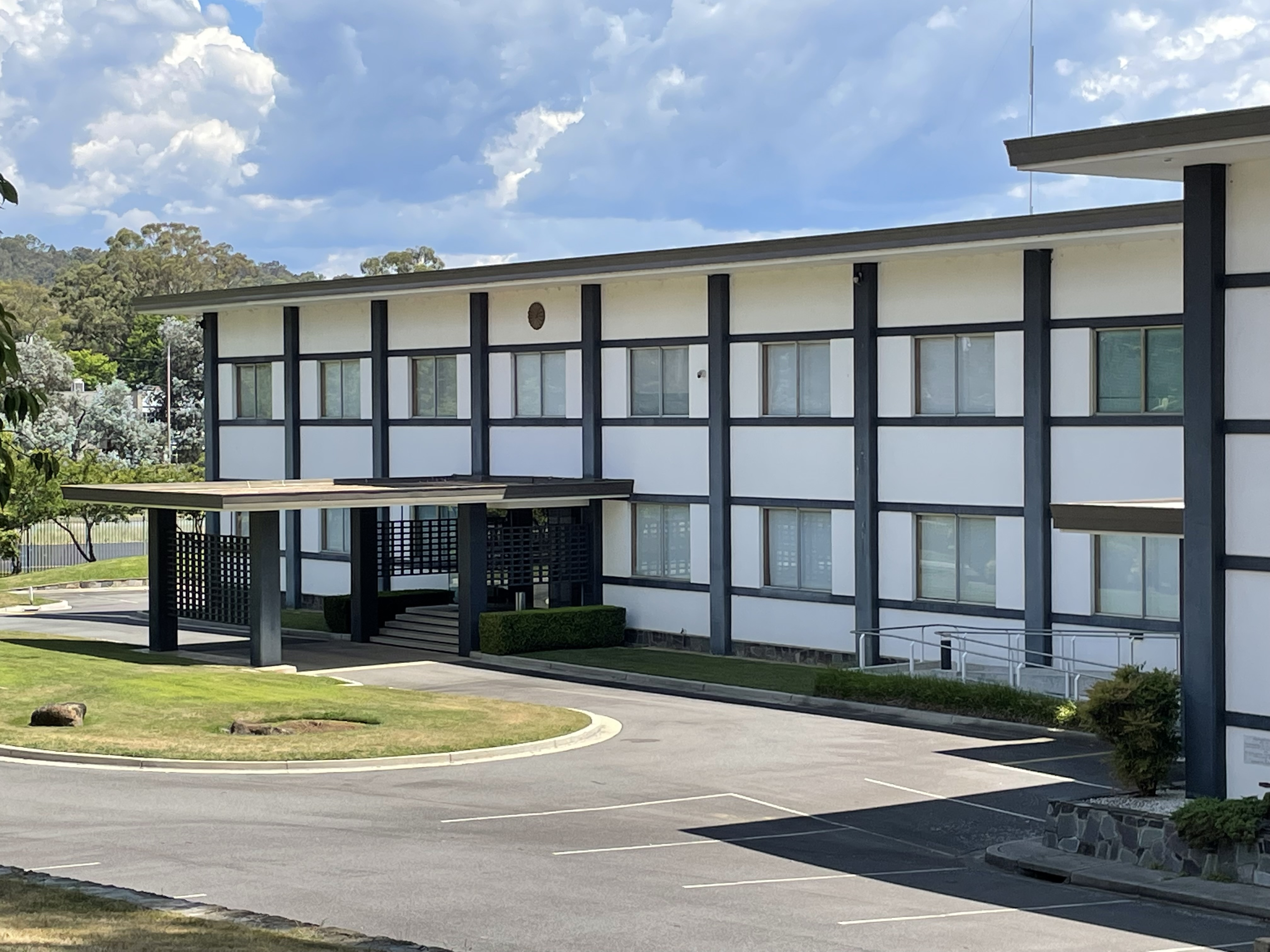
Ambassade à Canberra.
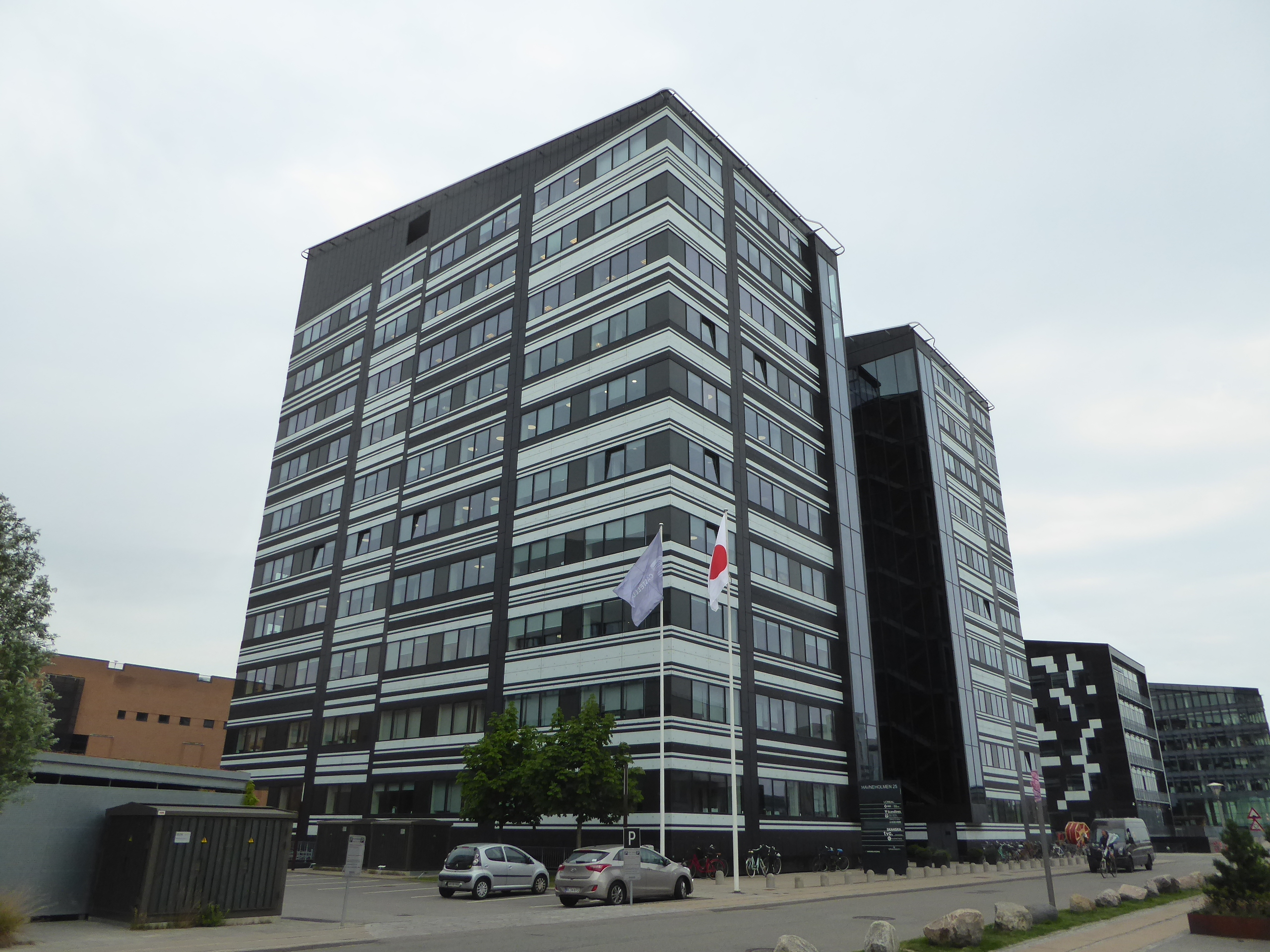
Ambassade à Copenhague.
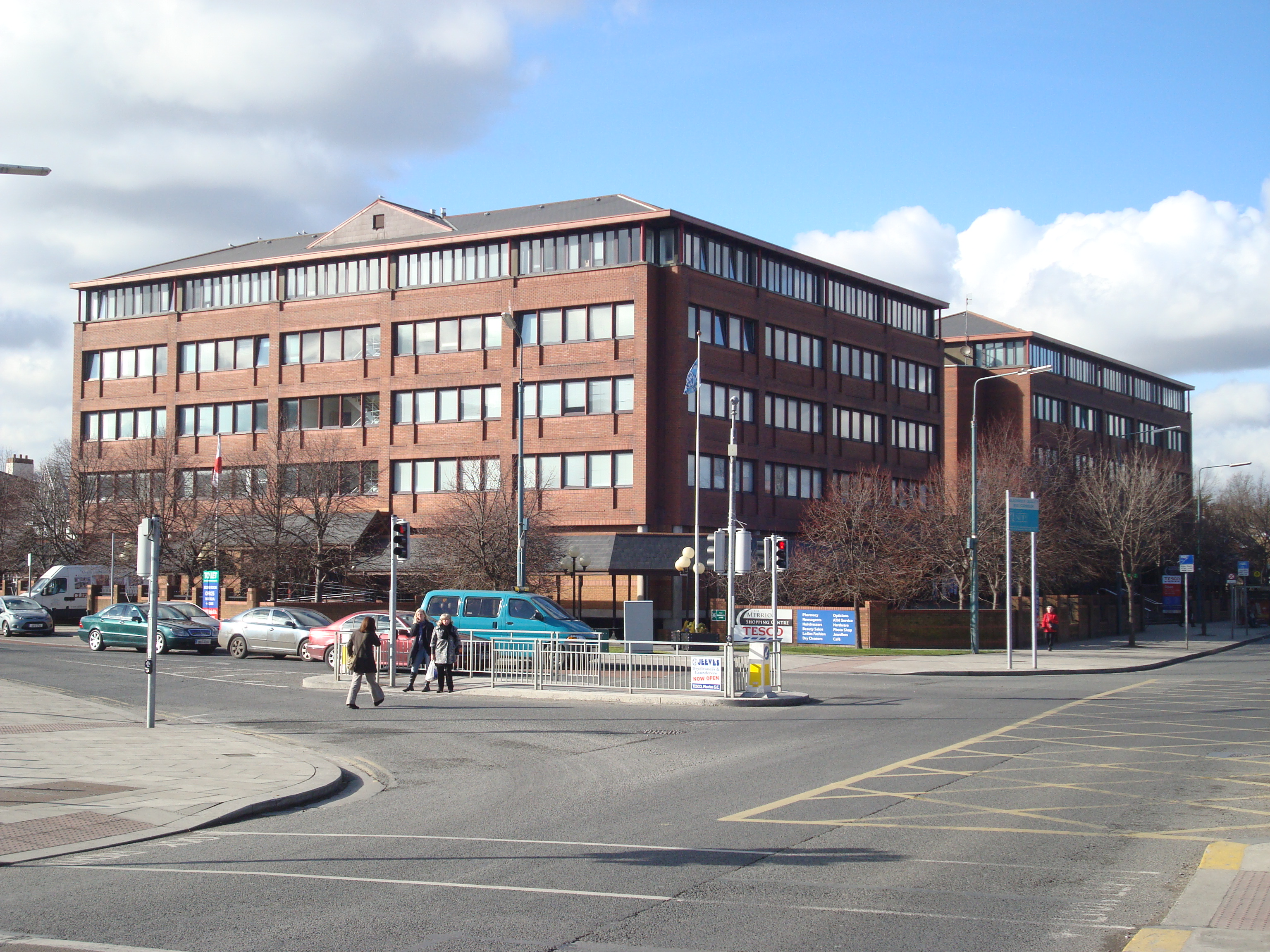
Ambassade à Dublin.
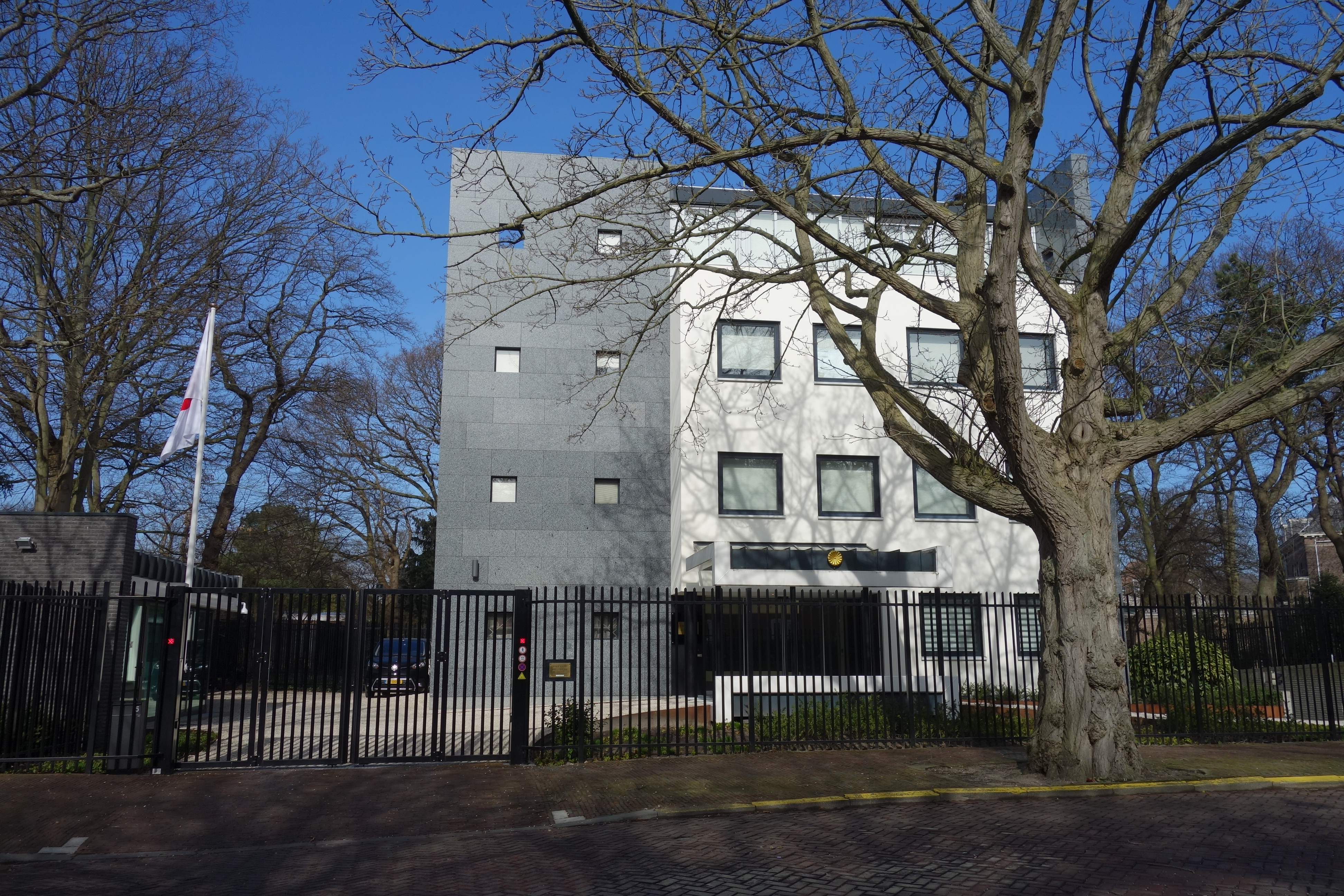
Ambassade à La Haye.
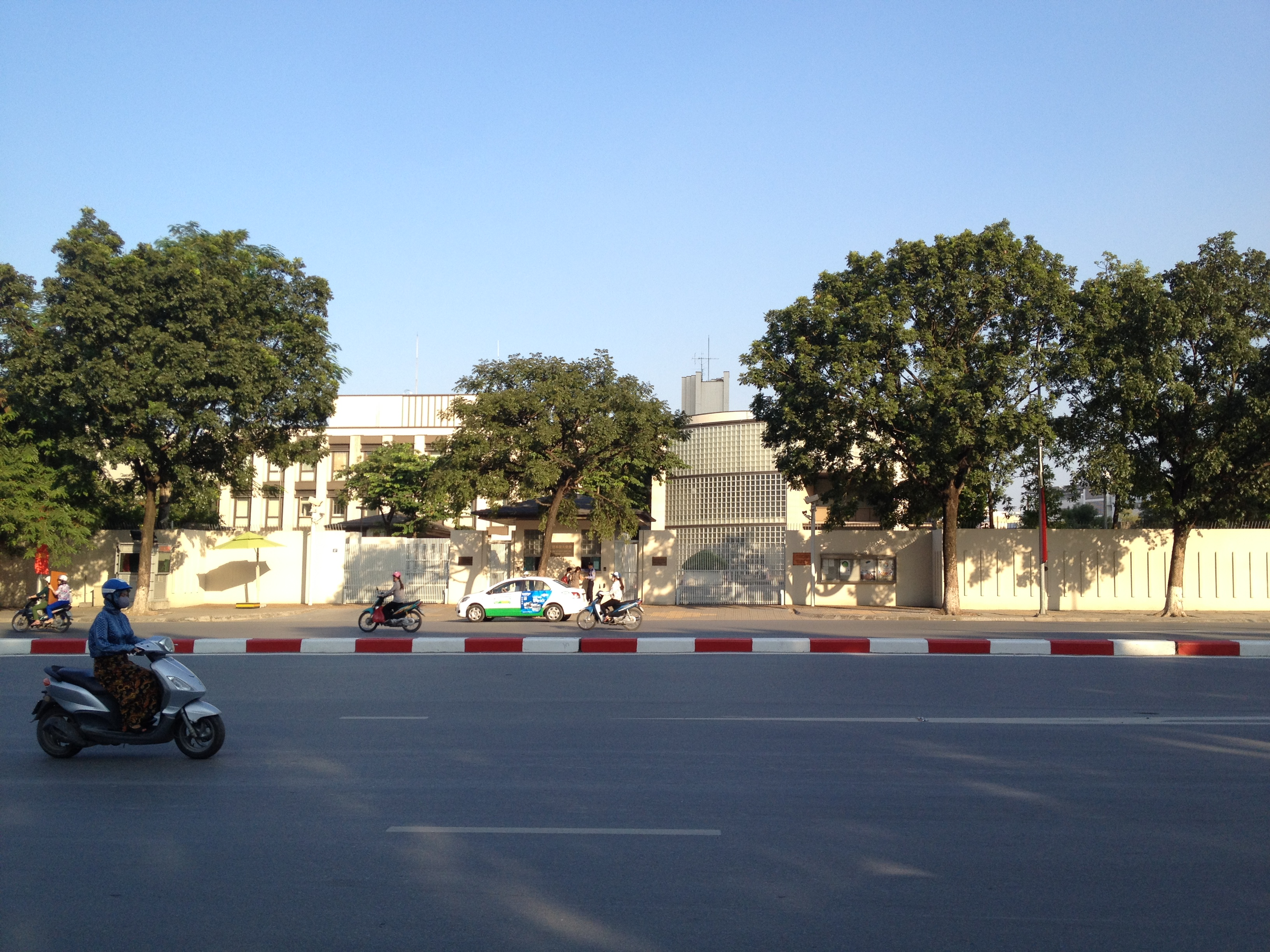
Ambassade à Hanoï.
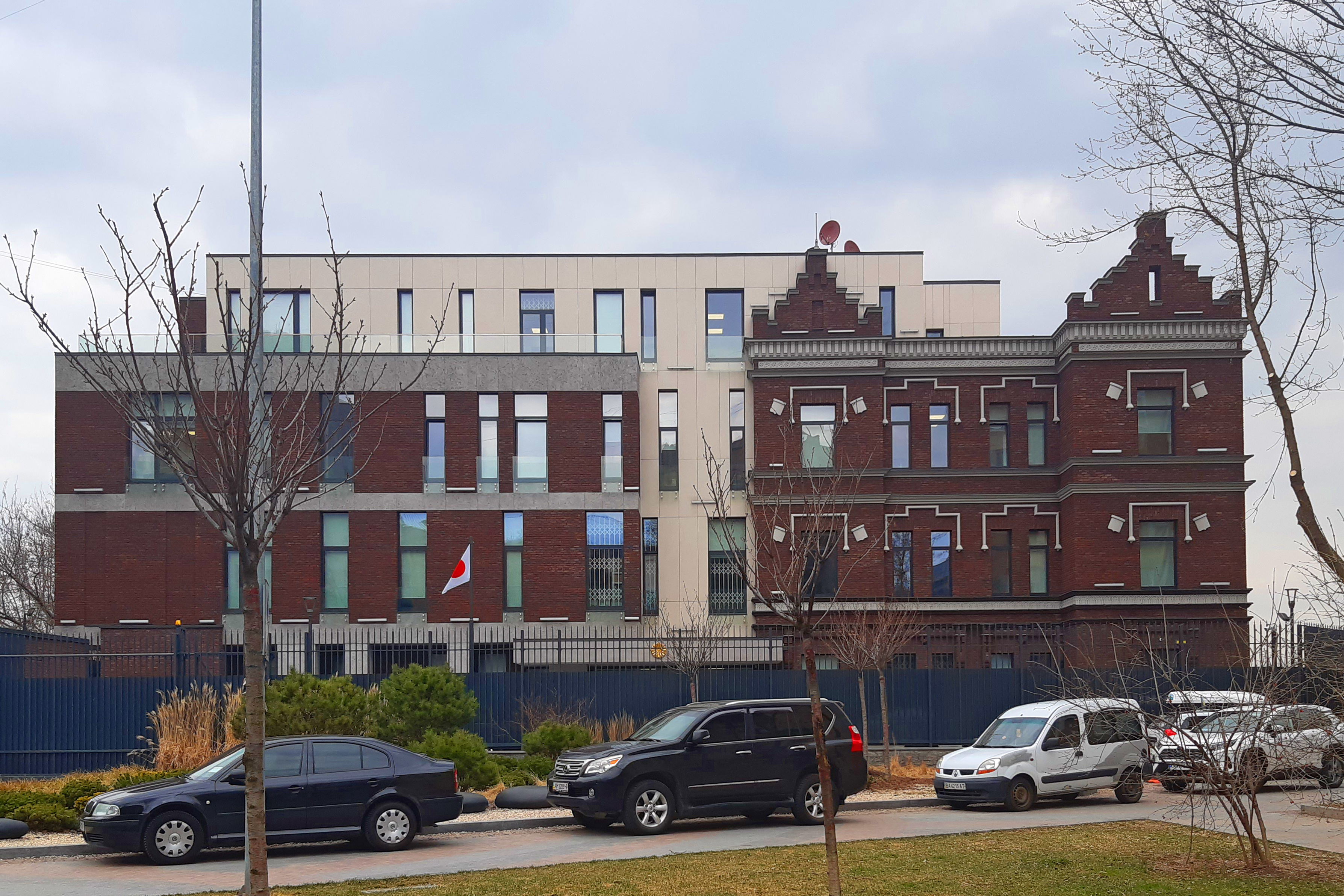
Ambassade à Kiev.
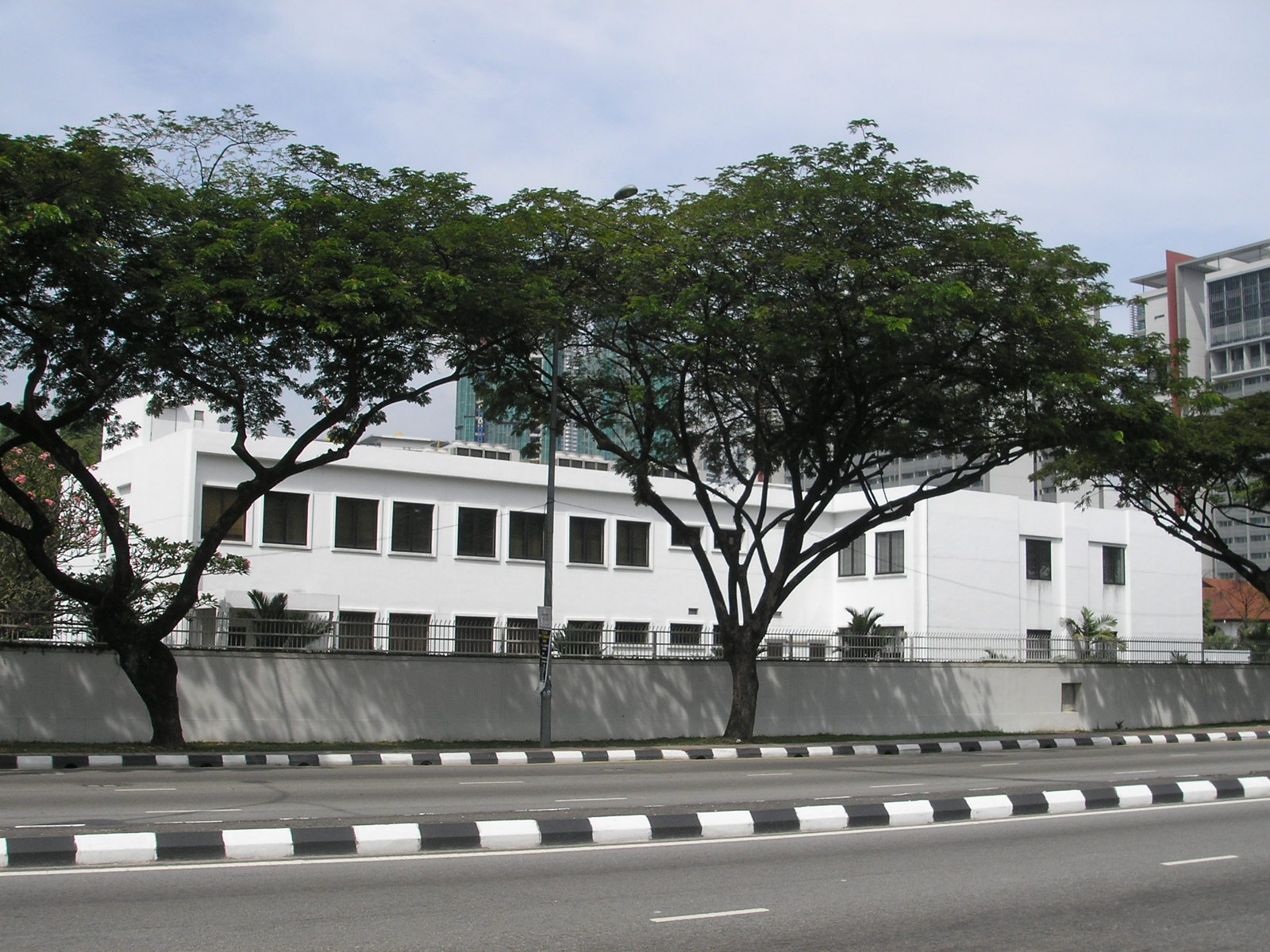
Ambassade à Kuala Lumpur.
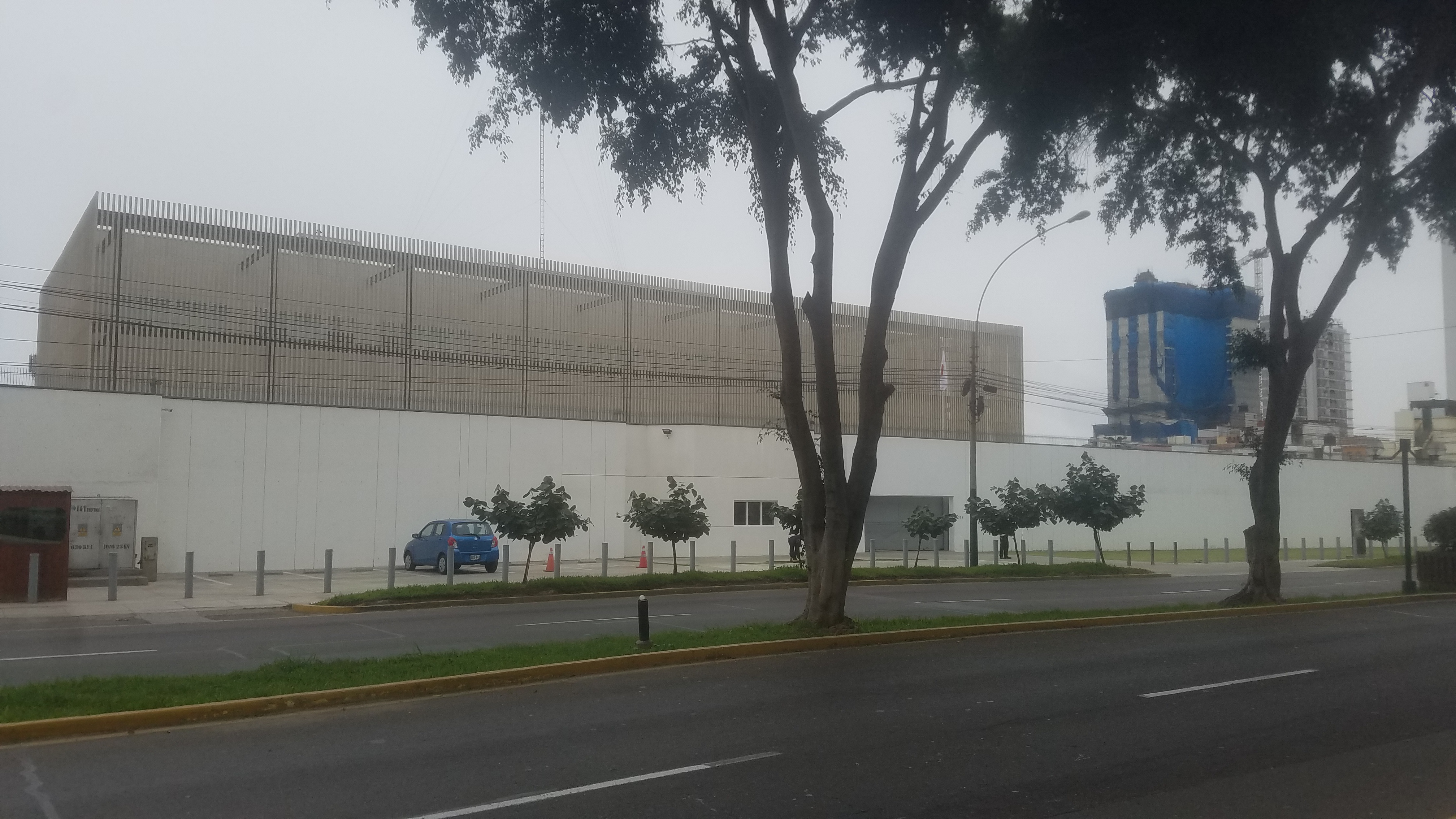
Ambassade à Lima.
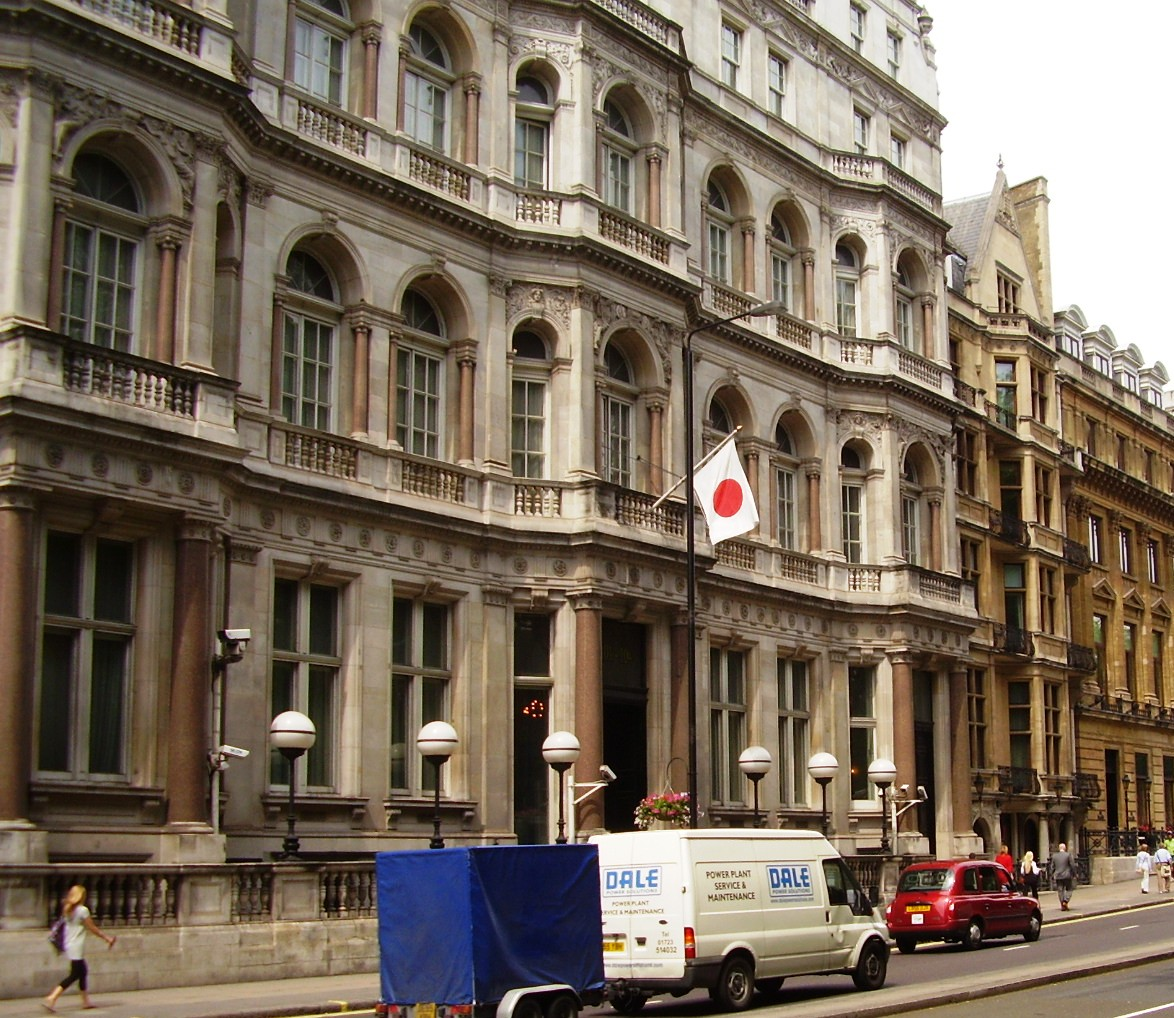
Ambassade à Londres.
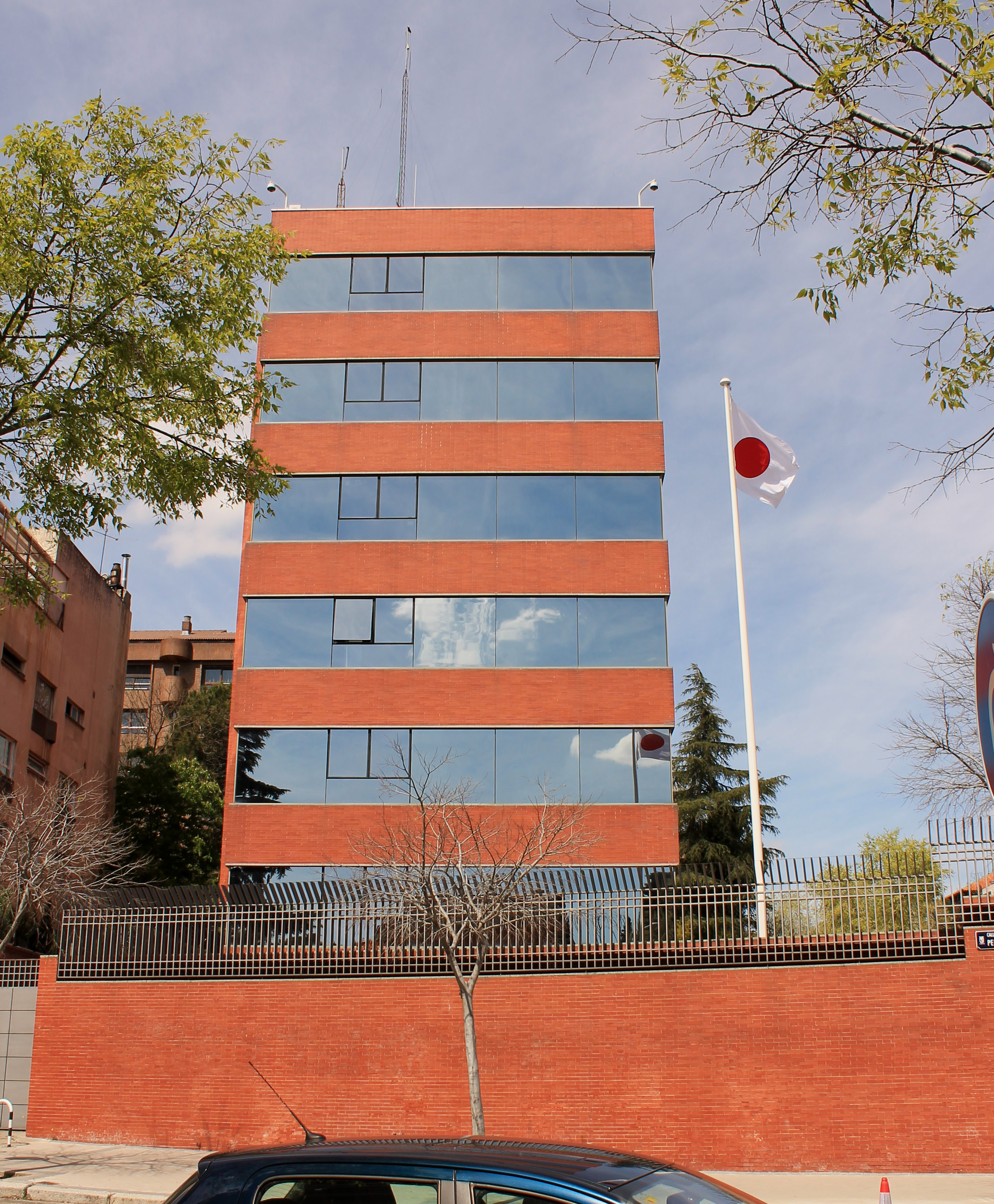
Ambassade à Madrid.
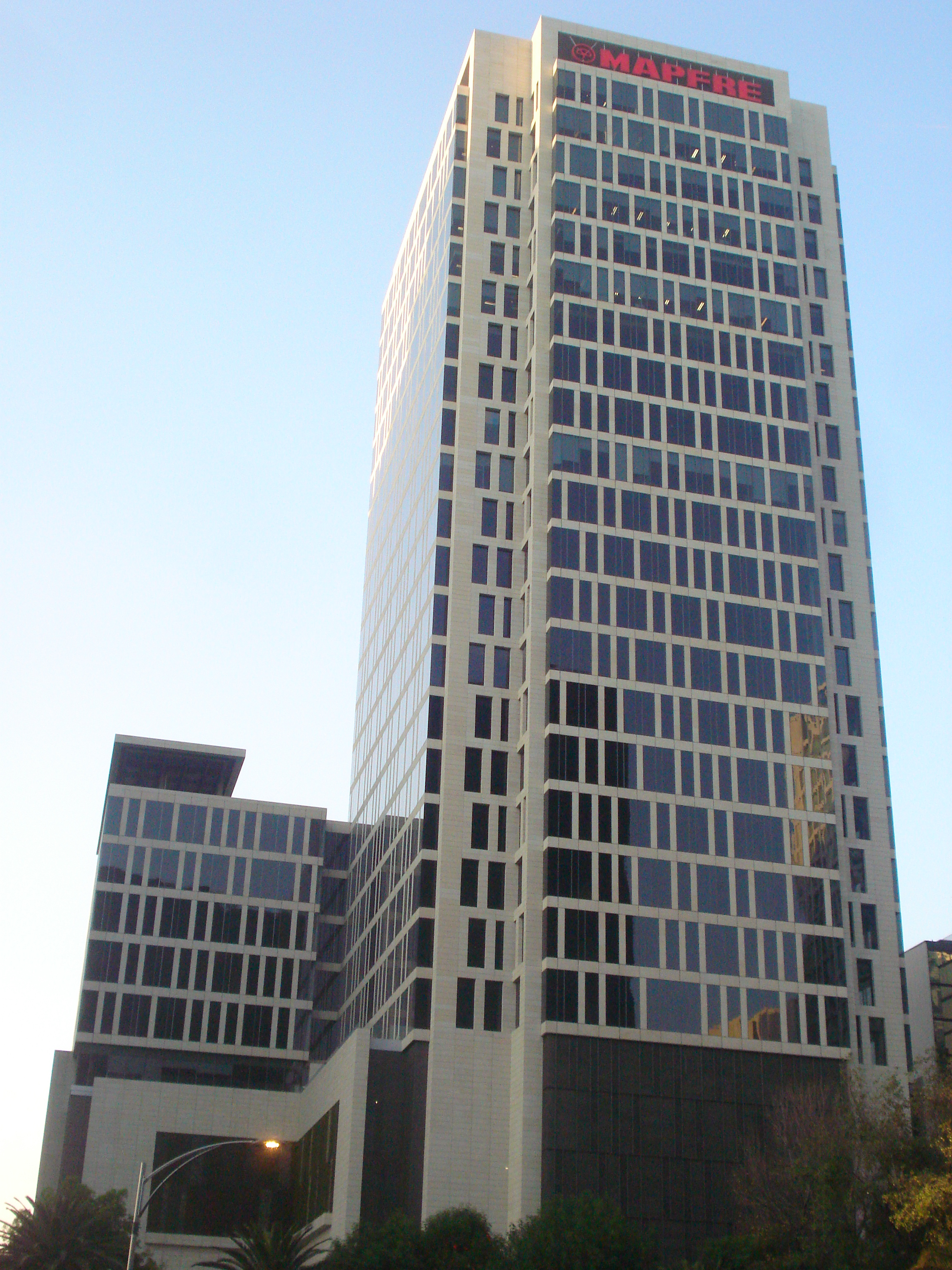
Ambassade à Mexico.
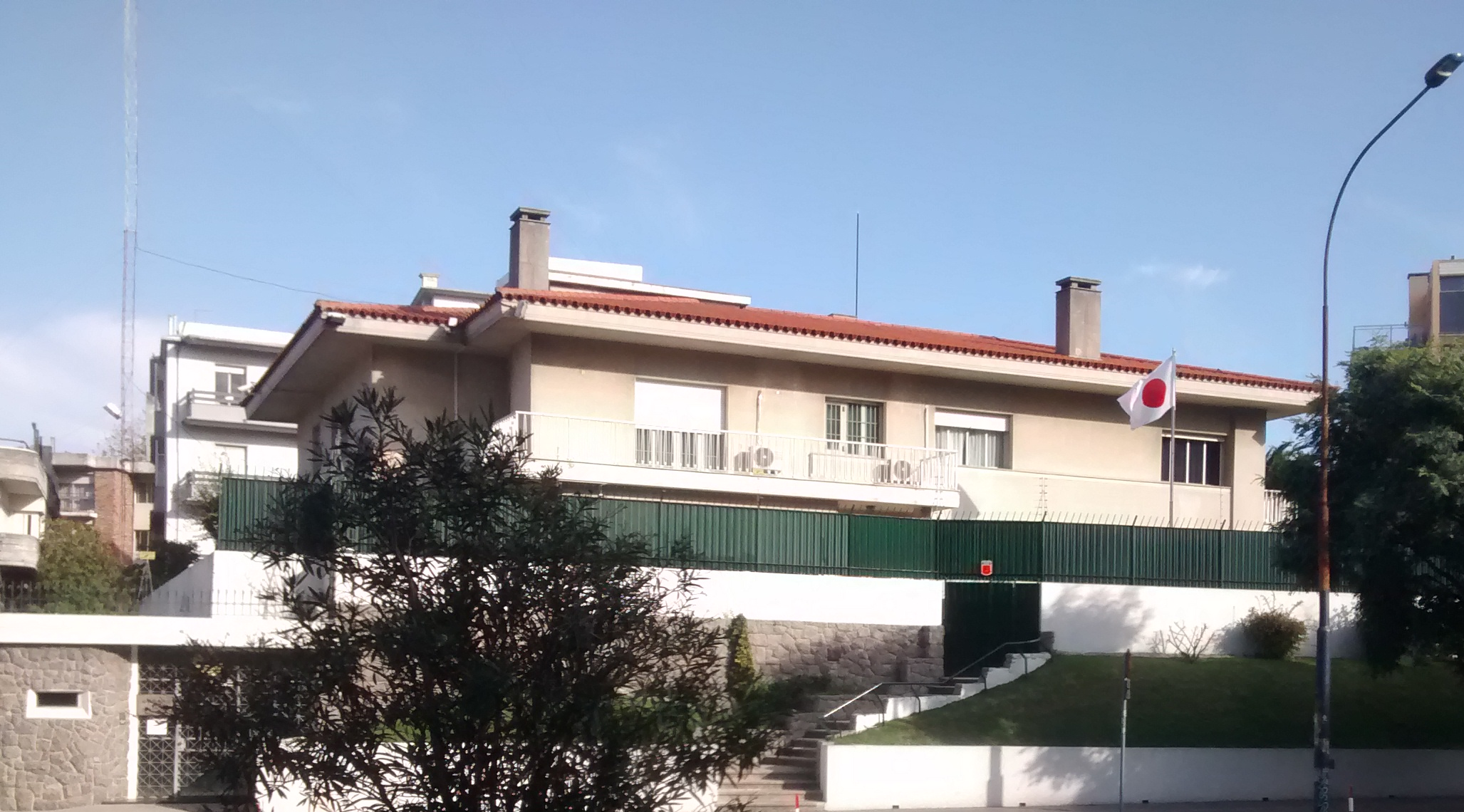
Ambassade à Montevideo.
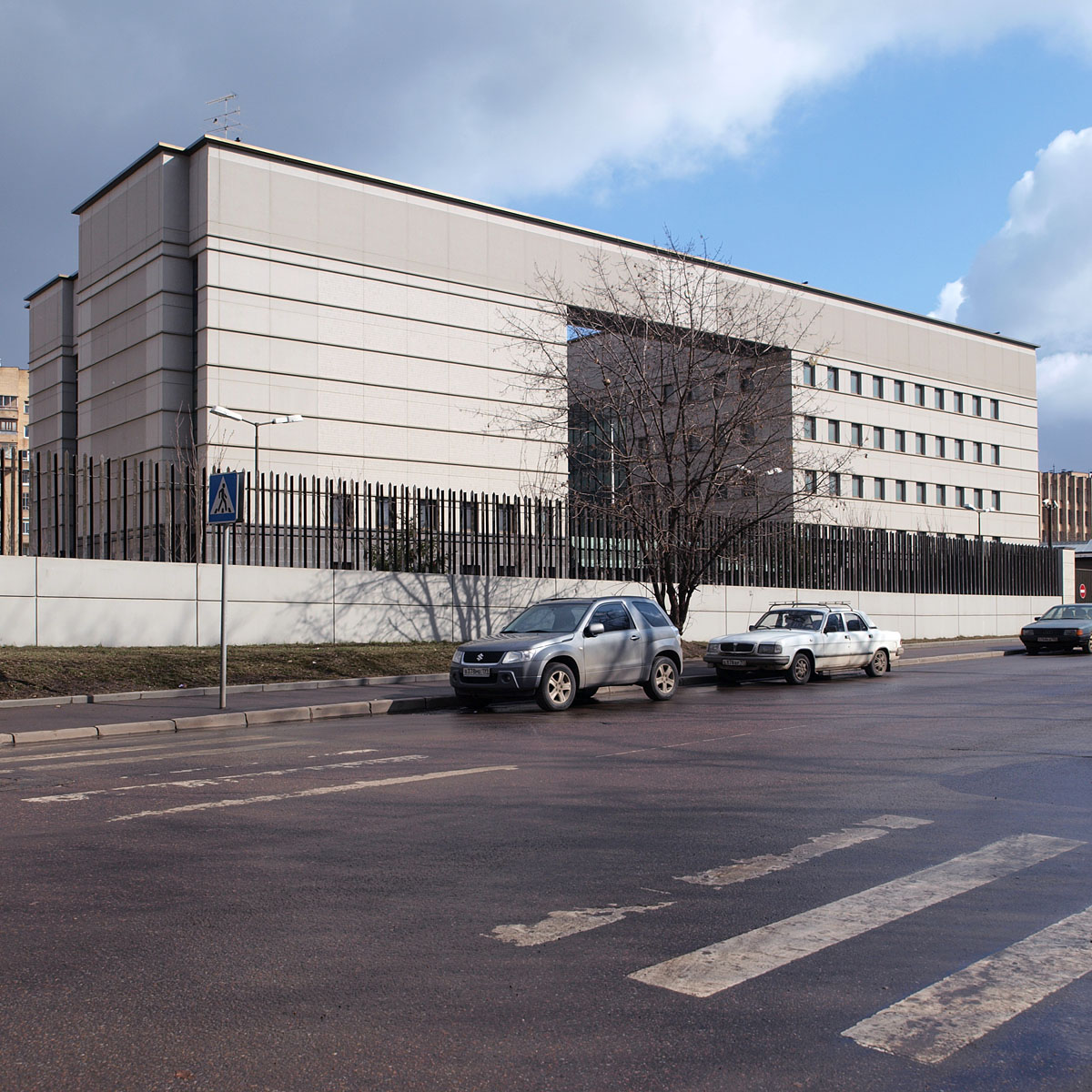
Ambassade à Moscou.
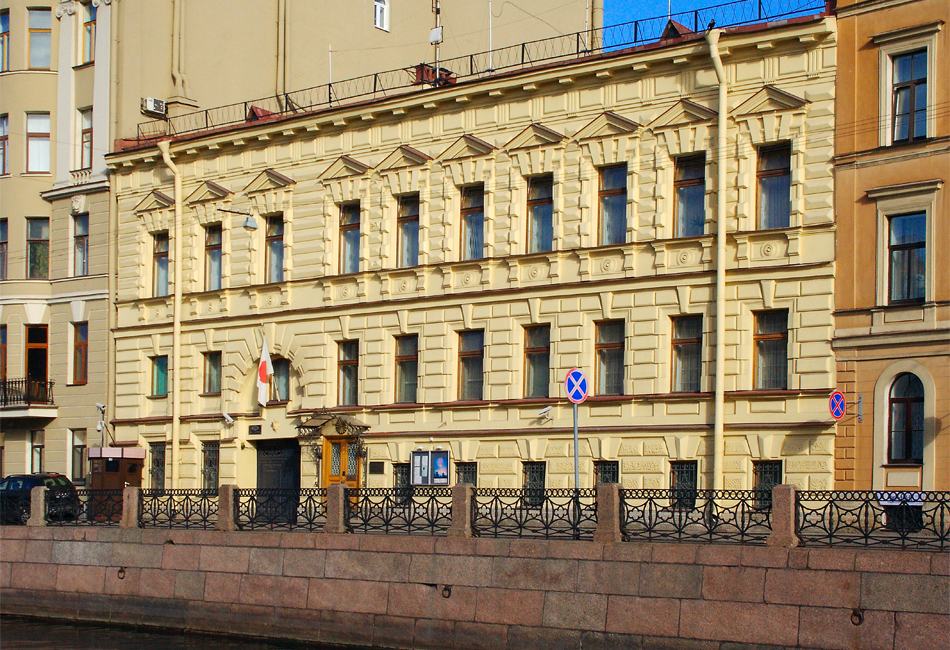
Consulat général à Saint-Pétersbourg.
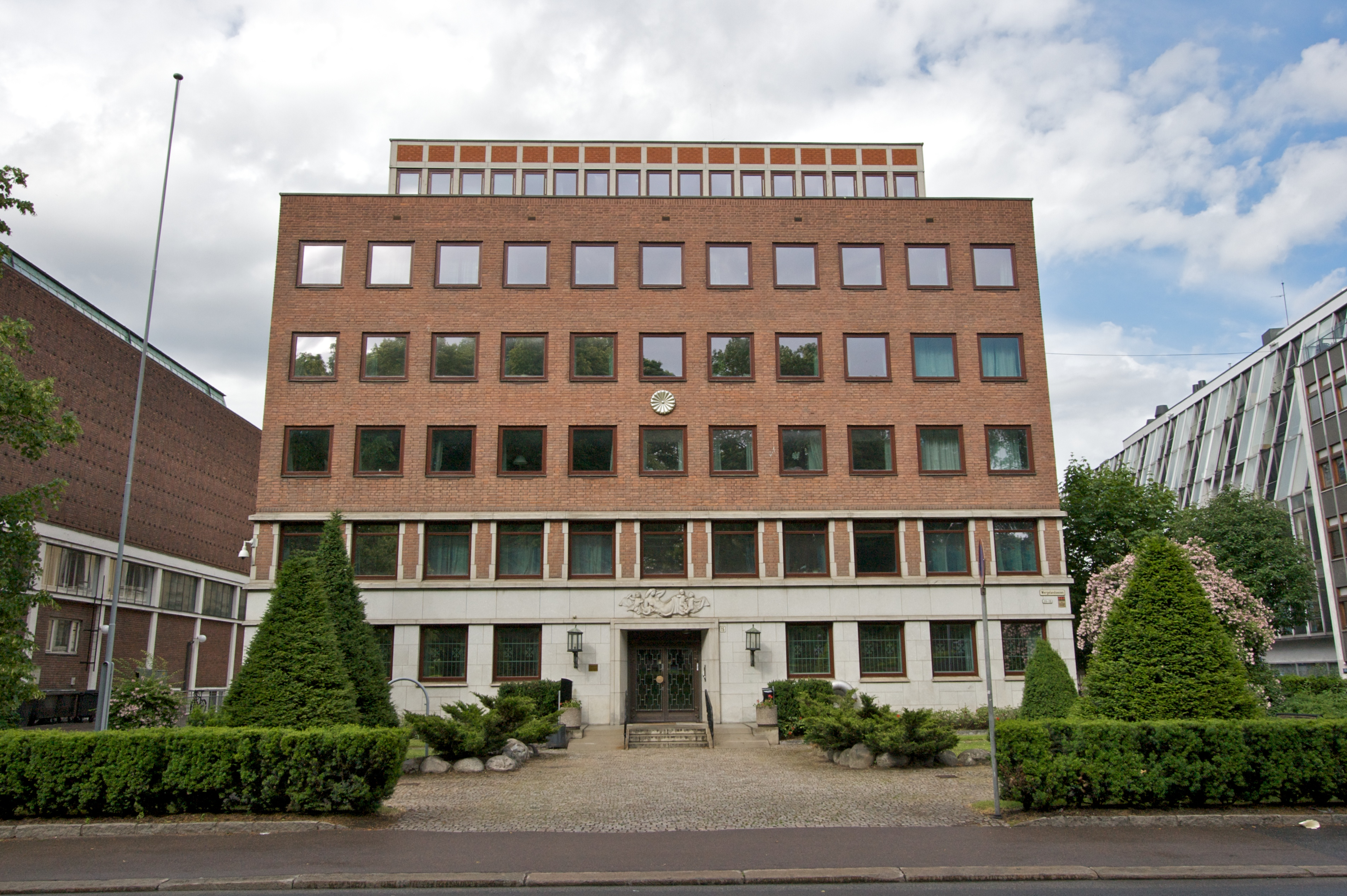
Ambassade à Oslo.
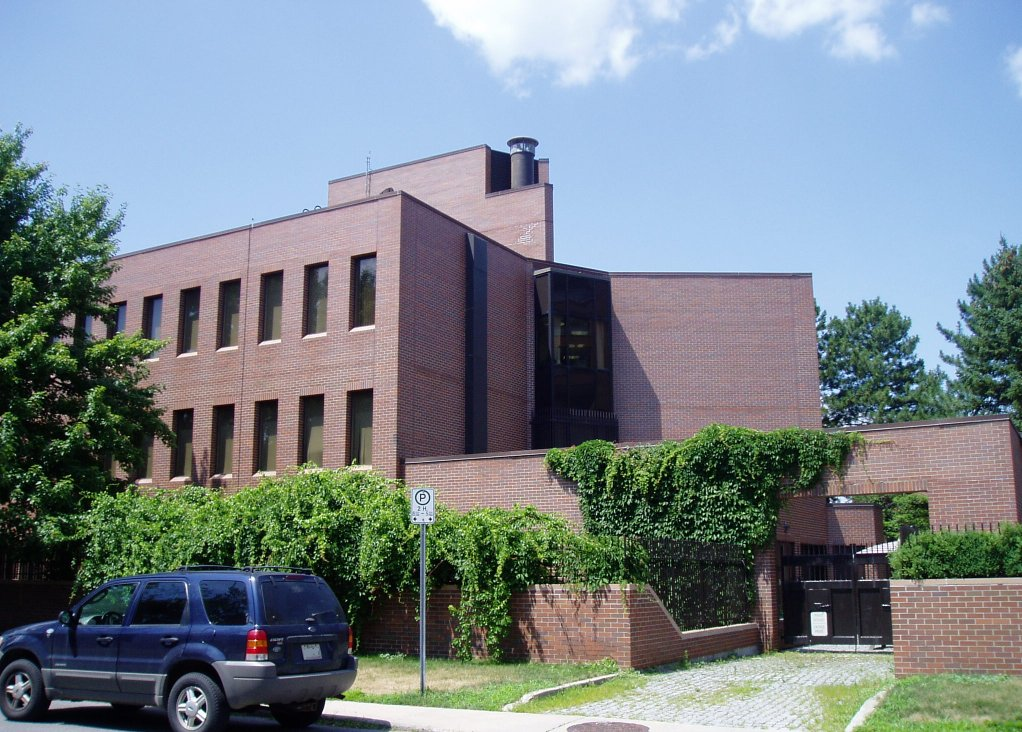
Ambassade à Ottawa.
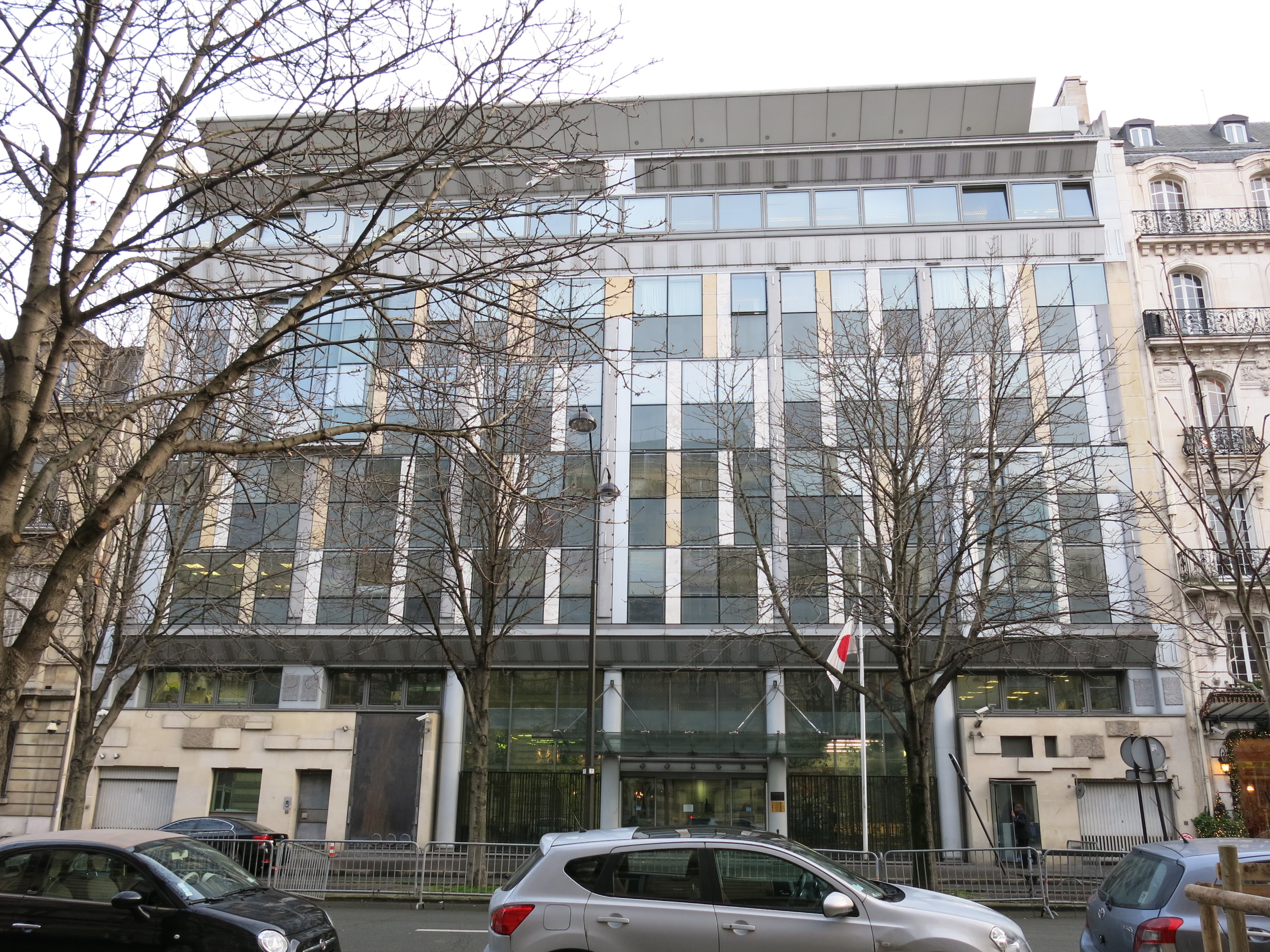
Ambassade à Paris.
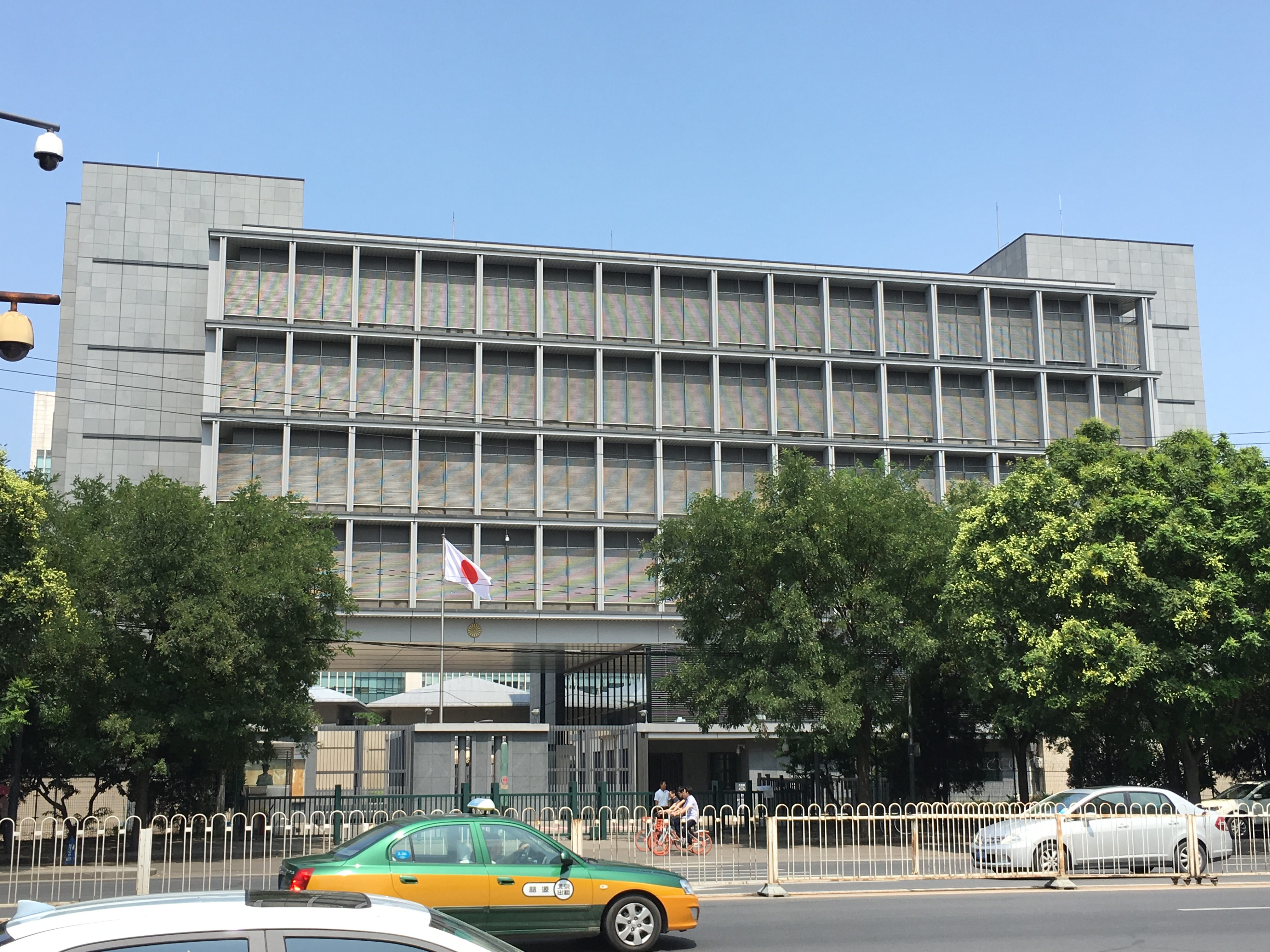
Ambassade à Pékin.
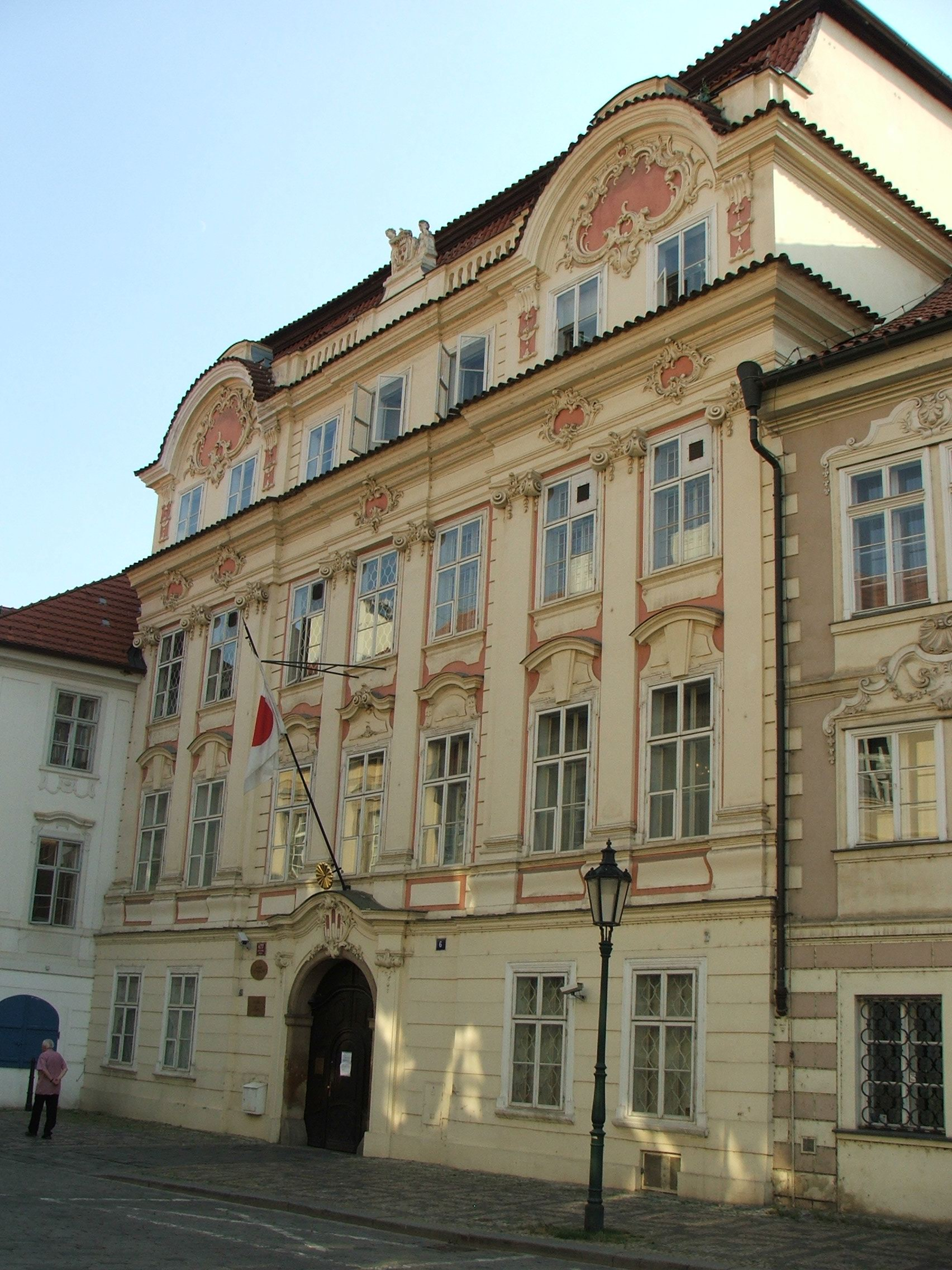
Ambassade à Prague.
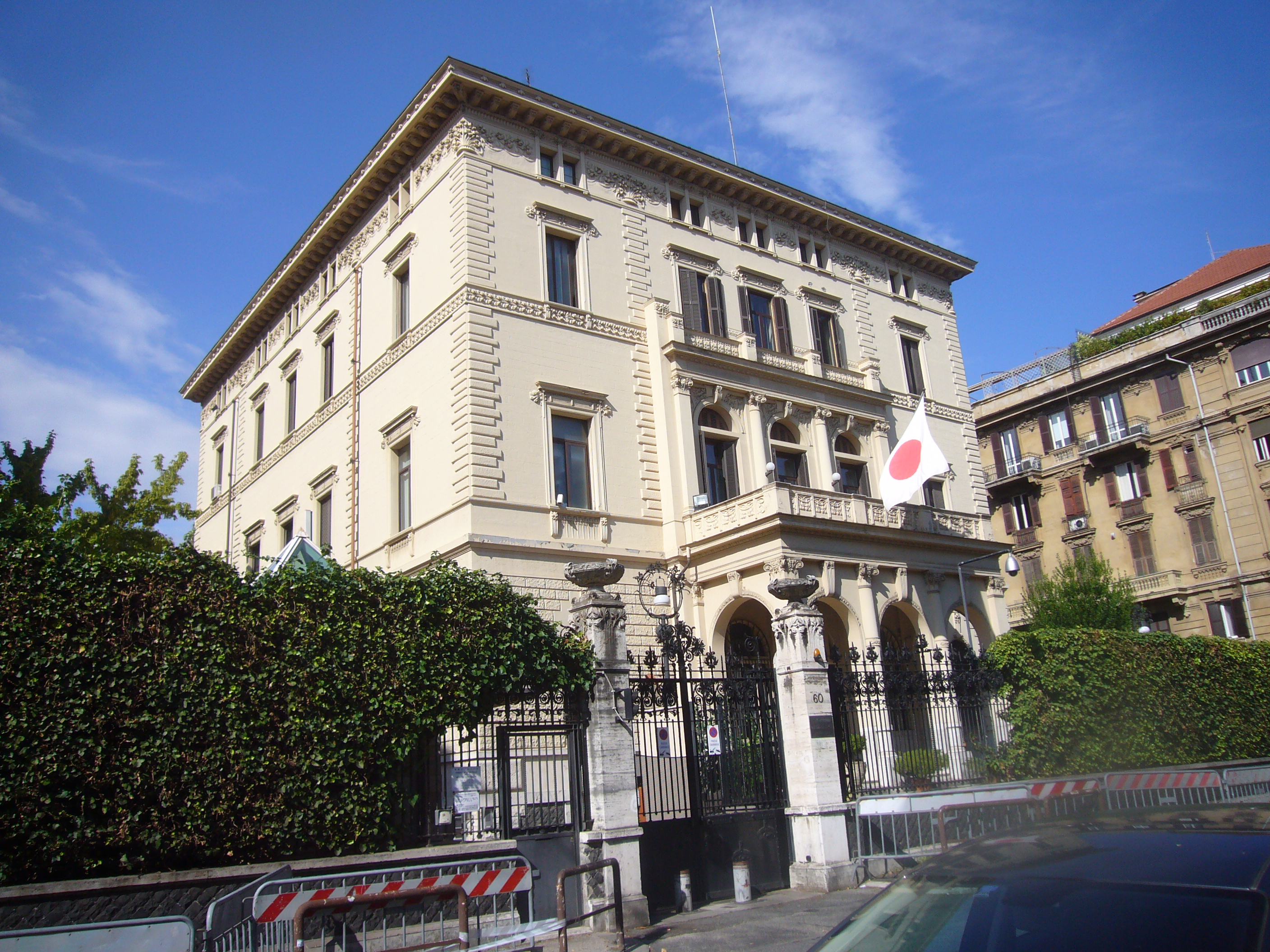
Ambassade à Rome.
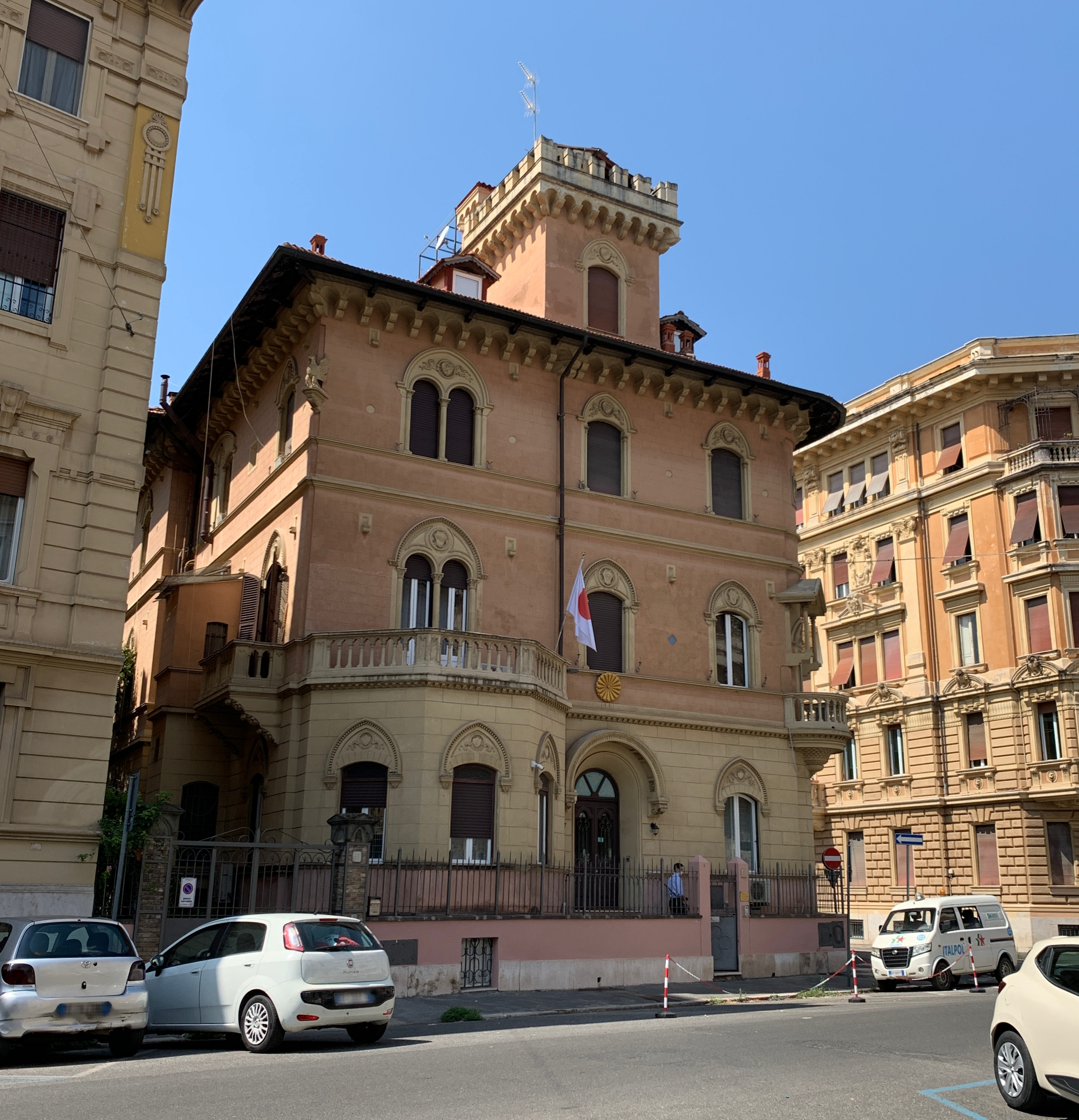
Ambassade près Saint-Siège à Rome.
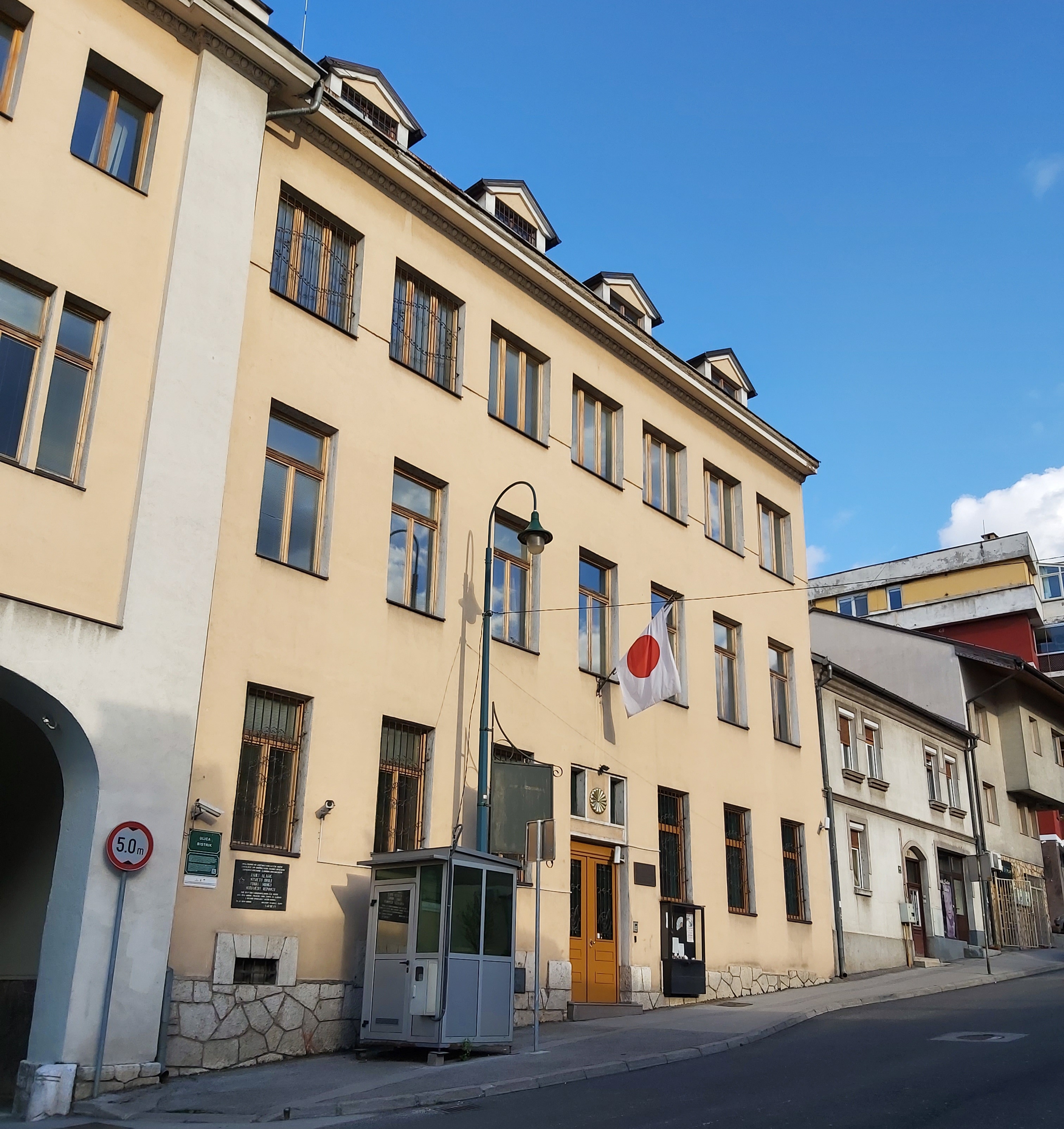
Ambassade à Sarajevo.
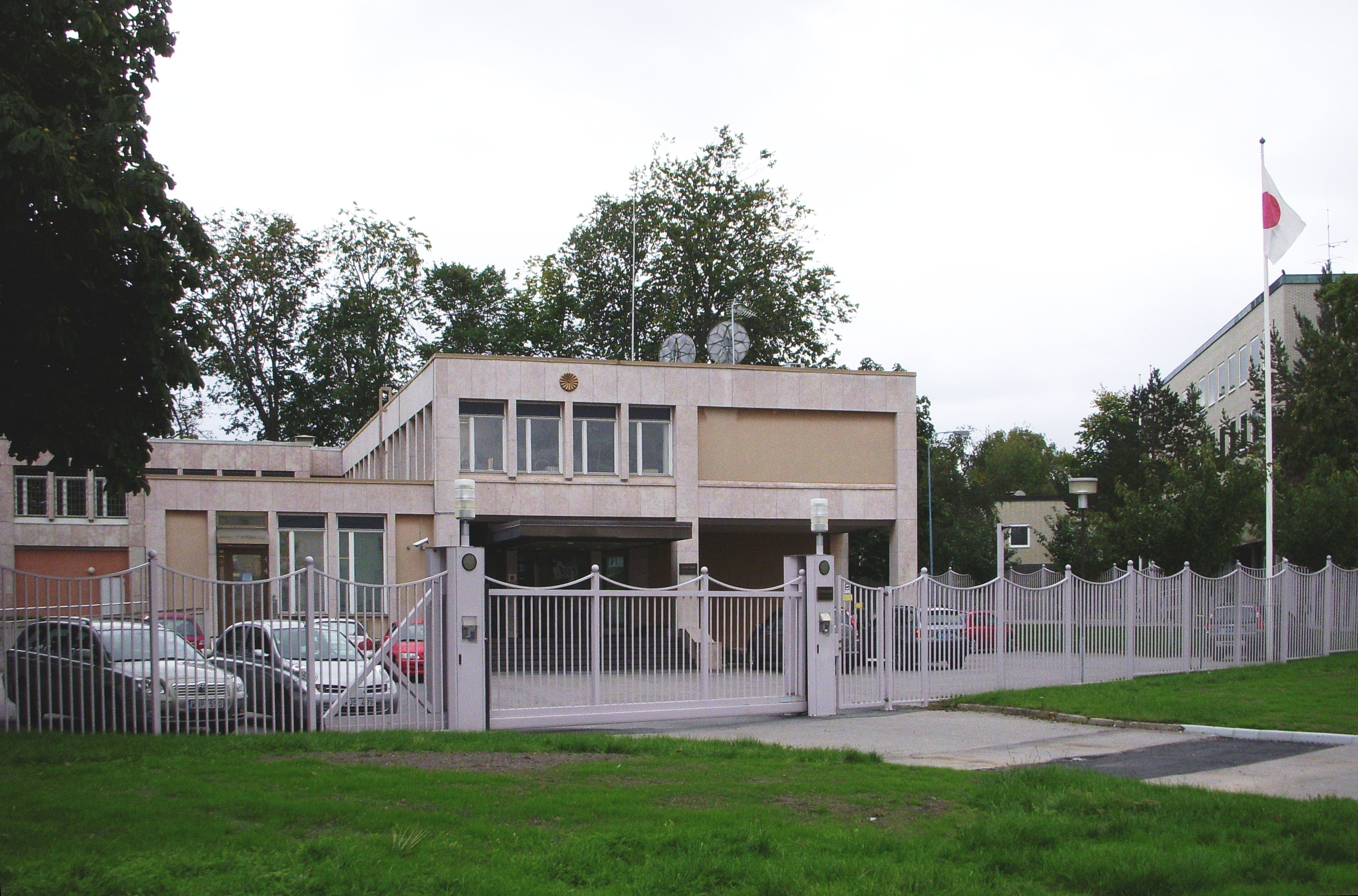
Ambassade à Stockholm.
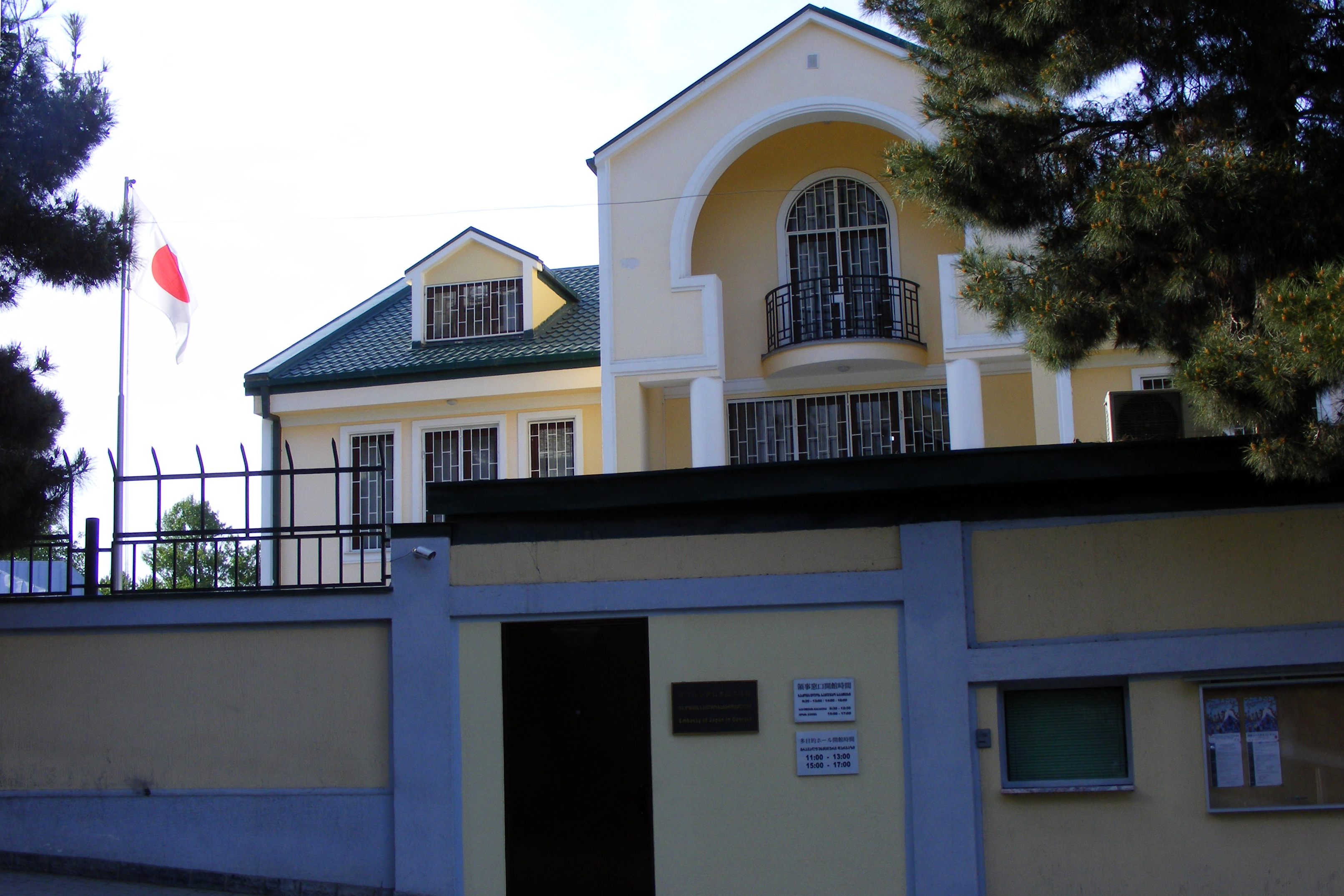
Ambassade à Tbilissi.
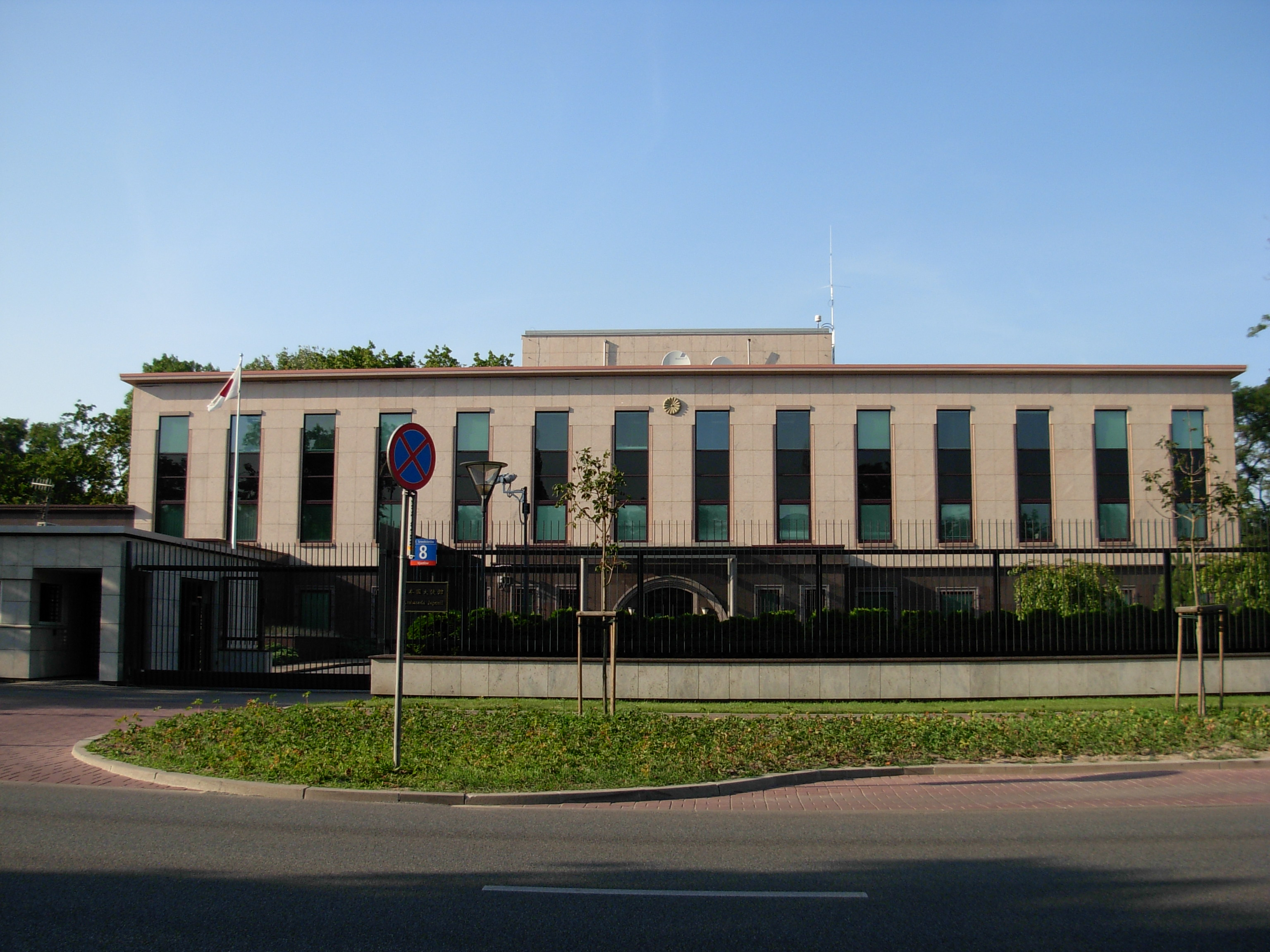
Ambassade à Varsovie.
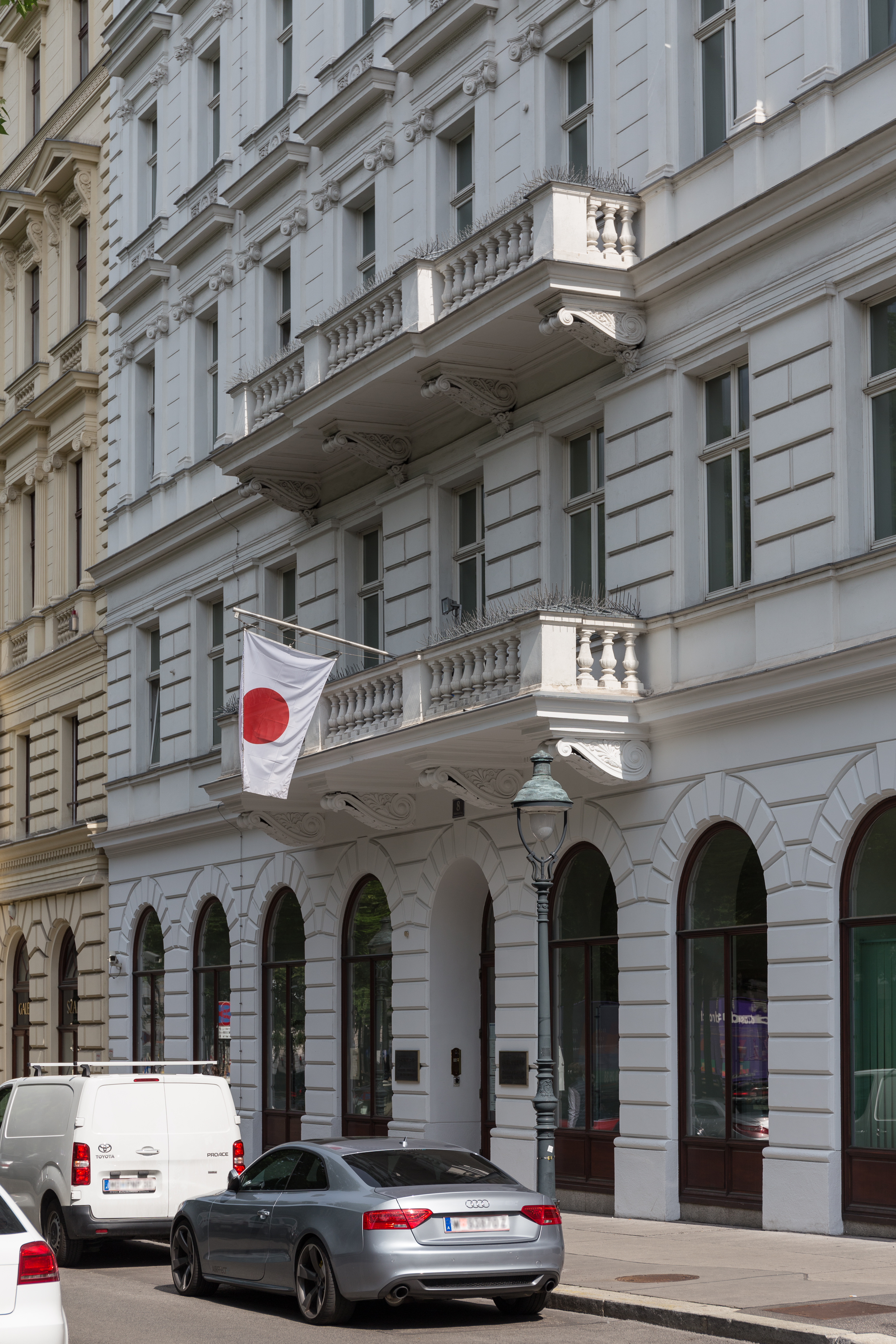
Ambassade à Vienne.
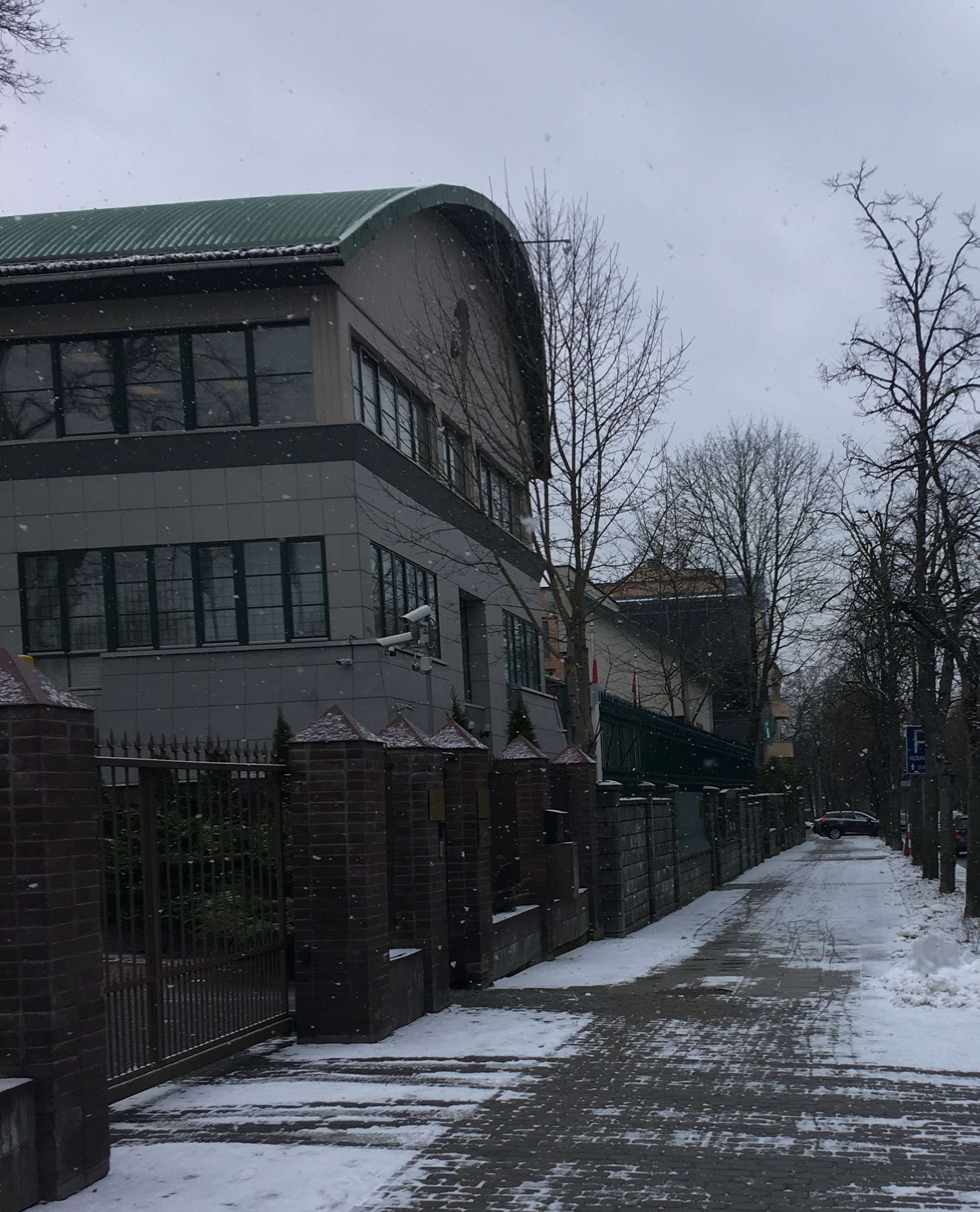
Ambassade à Vilnius.
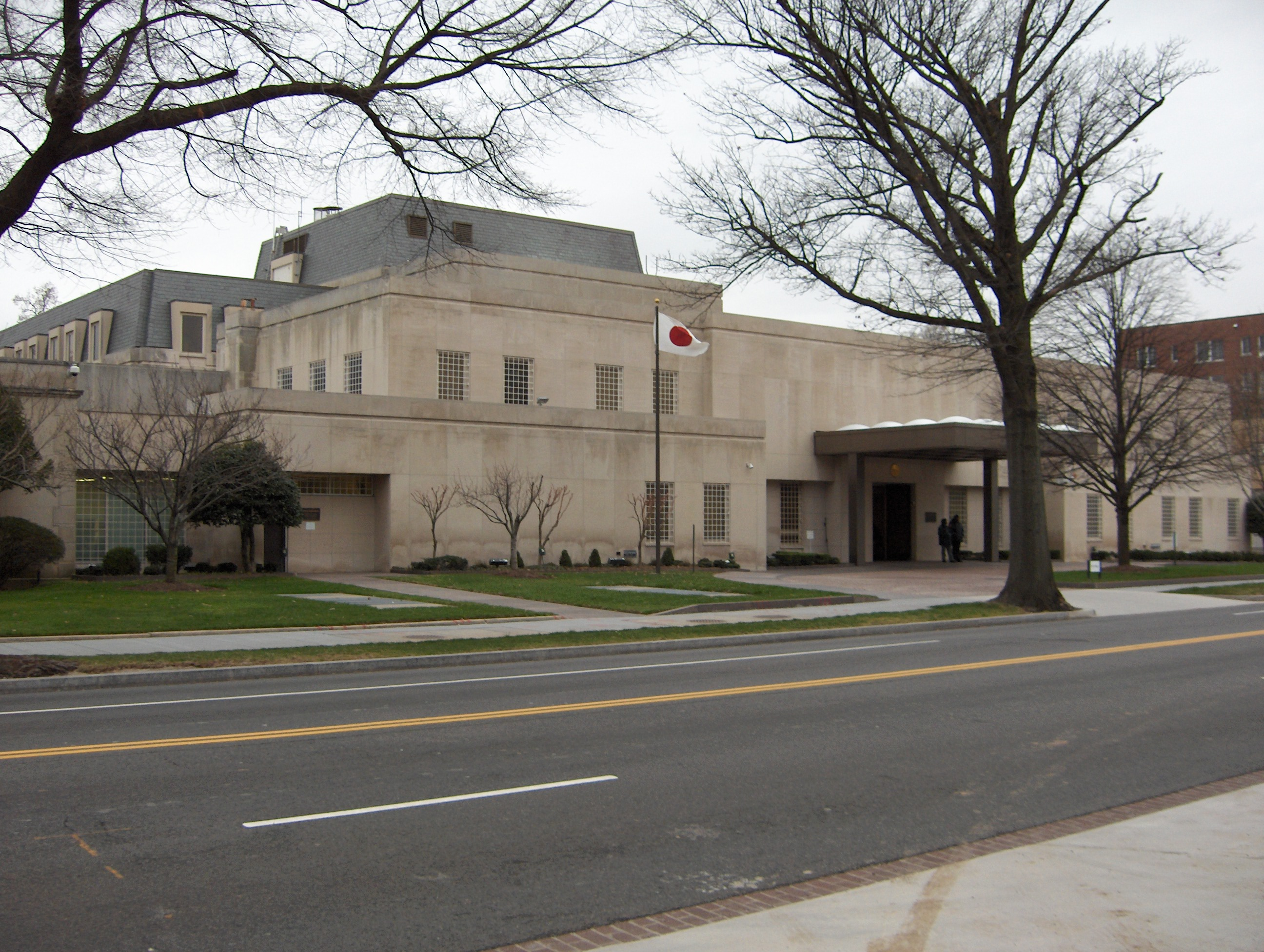
Ambassade à Washington.
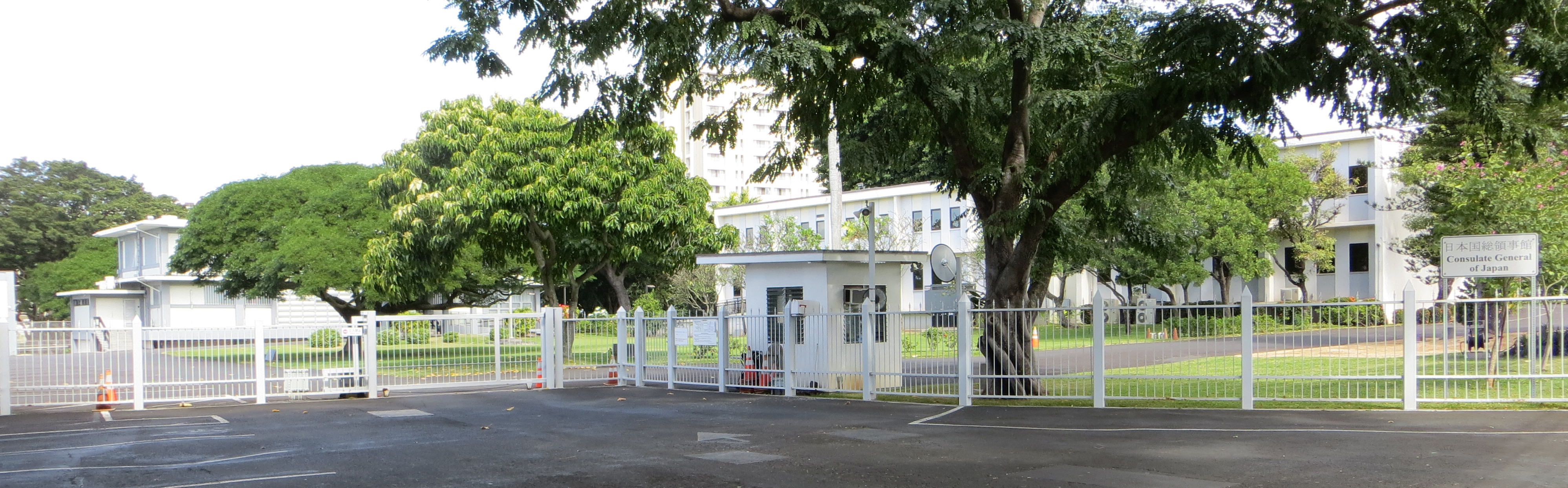
Consulat général à Honolulu.
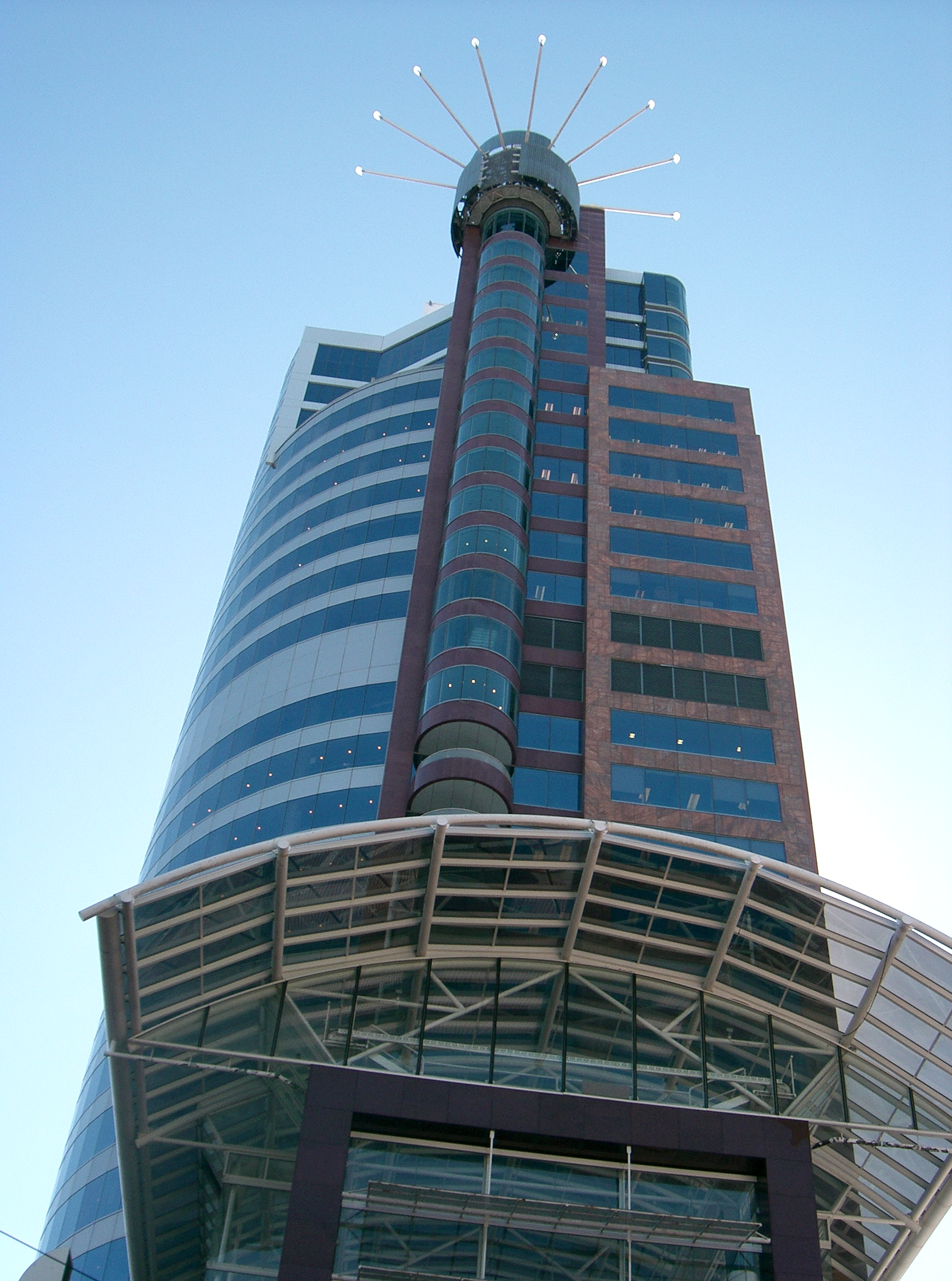
Ambassade à Wellington.
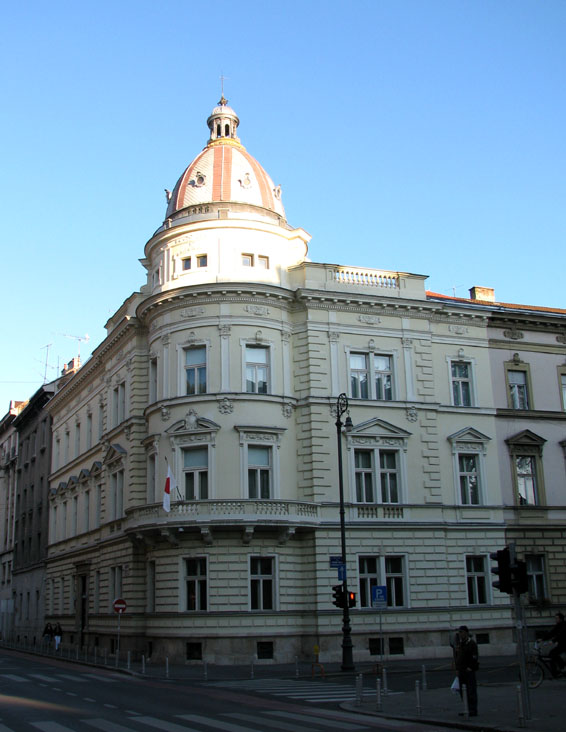
Ambassade à Zagreb.